# Egendom
|  | Wiktionary har en ordboksartikel om egendom. |

Egendom är en konkret individuellt bestämd sak som utgör den metafysiska äganderättens föremål, som ägaren besitter makt över med vissa rättsliga befogenheter reglerad genom lag, sedvanerätt eller domstolspraxis, med uteslutande av varje annan persons rättsanspråk på densamma. Äganderätten är en metafysisk rättighet till egendom vilken anses representera ett betydande kommersiellt bytesvärde, kan i allmänhet registreras hos nationell statlig myndighet (publicitetsprincipen). Fast egendom är sådant som inte kan flyttas, i huvudsak fastigheter, medan lös egendom utgörs av all annan egendom, oavsett om den är materiell eller immateriell.
Ägaren kan med stöd av sin metafysiska äganderätt företa de åtgärder och dispositioner som han finner vara lämpliga. Ägaren kan sägas ha en allmän fri förfoganderätt. Äganderätten kan dock begränsas genom sedvanerätt, avtal, domstolspraxis eller med uttryckligt stöd i lag. 
Egendom representerar dels ett icke-kommersiellt bruksvärde och dels ett kommersiellt bytesvärde. 

## Besittning
Besittningen (fsv. besitning, ty. besitz, no. besittelse, lat. possessio, eng. choses in possession, fr. possession) är ett sakfaktum. Besittningen hänförs endast till en fysisk makt (lat. corpus) över fasta eller lösa saker. Besittningsrubbning sker när någon annan avskär besittningshavaren från sin besittning av saken. Besittningen utgör en presumtion för att den besittningshavare som har besittningen till en sak är den rätte ägaren till saken. Tysk och nordisk rätt erkänner uteslutande besittning till sakförhållanden av saker. Besittningen är antingen omedelbar eller medelbar. 
Besittningen utgör en presumtion för om ett landterritorium skall tillräknas en stat (höghetsrätt, lat. imperium). Av landterritoriet följer sjöterritoriet och luftterritoriet. Besittningen anses då ge staten behörighet att utöva lagstiftning, rättsskipning och förvaltning inom sitt territorium (effektivitetsprincipen). Staten har rätt att försvara sin besittning av territoriet mot besittningskränkningar från andra stater. Internationell rätt erkänner uteslutande staters besittning av territorier. 
Svenska skriften Nytt juridiskt arkiv, NJA 2009, s. 889 Fråga om innebörden av kravet på överlåtarens besittning vid godtrosförvärv av lösöre. 
HD (JustR:n Victor, Lundius, Calissendorff, Toijer och Lindskog (referent)) meddelade den 22 december 2009 följande dom: 
Enligt 2 § godtrosförvärvslagen i lydelsen före den 1 juli 2003 gäller att den som förvärvat lösöre genom överlåtelse från någon annan som hade egendomen i sin besittning men varken var ägare till den eller behörig att förfoga över den på det sätt som skett, får äganderätt till egendomen, om han har fått den i sin besittning och var i god tro.
I bestämmelsen finns begreppet besittning som rekvisit i två led, dels ska den som förfogar över egendomen ha haft den i sin besittning, dels ska förvärvaren ha fått egendomen i sin besittning. Begreppet definieras inte i lagen.
Besittningsbegreppet kommer vid sidan av godtrosförvärvslagen till användning i många olika rättsliga situationer och kan inte tillskrivas någon specifik allmängiltig innebörd. Även med beaktande av det lämpliga i en enhetlig innebörd inom ramen för godtrosförvärvslagen, kan det inte antas att lagens två besittningsrekvisit har identiskt innehåll. (Jfr Torgny Håstad, Sakrätt avseende lös egendom, 6 uppl. 1996, s. 53.)
Det är ostridigt att J.S. såsom förvärvare fått motorcykeln överlämnad (traderad) till sig på det sätt som förutsätts för ett godtrosförvärv. Det finns därför inte anledning att gå närmare in på vad som ligger i kravet på förvärvarens besittning.
När det gäller kravet på att den som förfogar över egendomen ska ha haft denna i sin besittning märks, att det besittningskravet främst syftar till att klargöra att ett godtrosförvärv förutsätter att de yttre förhållandena ska ge ett objektivt stöd för uppfattningen att överlåtaren har rätt att förfoga över egendomen (jfr SOU 1965:14 s. 81 ff. samt bl.a. Östen Undén, Svensk sakrätt I Lös egendom, 10 uppl. 1995, s. 142). Besittningen har således en legitimerande funktion (jfr Håstad, a.a. s. 65).
I kravet på överlåtarens besittning bör mot bakgrund av det anförda inte läggas mer än att överlåtaren till följd av sin fysiska kontroll över den överlåtna egendomen ska utåt ha framstått som berättigad att förfoga över denna på det sätt som skett. Huruvida besittningsläget är sådant att överlåtaren har sakrättsligt skydd mot sin fångesman saknar alltså betydelse i det hänseendet.
Med ändring av hovrättens dom fastställer HD tingsrättens domslut. 
Svenska skriften Nytt juridiskt arkiv, NJA 2011, s. 524 Förskingring? För att ansvar för förskingring ska komma på fråga, krävs enligt 10 kap. 1 § BrB bland annat att gärningsmannen ska ha fått den aktuella egendomen i sin besittning. I doktrinen har besittning i korthet ansetts föreligga då en person, med eller utan rätt, har omedelbar kontroll eller rådighet över egendomen i fråga, t.ex. sådana föremål som vederbörande har i sina fickor. I doktrinen förefaller det i allt väsentligt råda enighet om att endast fysiska föremål - och således inte kontotillgodohavanden - kan vara föremål för besittning i brottsbalkens bemärkelse, bland annat eftersom det inte rör sig om någon individualiserad egendom (se t.ex. Jareborg, Brotten, 2 häftet, 1986, s. 105, 109 och 152; Brottsbalken. En kommentar, 10 kap. 1 § samt Wennberg i JT 1994/95 s. 528). En anställd som hade behörighet att göra betalningar för sin arbetsgivare genom uttag från dennes bankkonto har från kontot fört över medel till eget bankkonto för att finansiera spel. 
HD (JustR:n Lindskog, Bäcklund och Borgeke) förklarade att den åtalade gärningen inte ska bedömas som förskingring och meddelade med anledning av det prövningstillstånd i de delar som frågan om sådant tillstånd har förklarats vilande. HD undanröjde hovrättens dom och återförvisade målet till hovrätten för sådan förnyad prövning som föranleds av HD:s dom. JustR Persson (referent), med vilken JustR Lambertz förenade sig, var skiljaktig. 
JustR Lindskog anförde till utveckling av sin mening: Målet aktualiserar tre frågor, nämligen 1. huruvida ett banktillgodohavande kan besittas i förskingringsstadgandets mening, 2. huruvida en fullmakt att göra uttag från ett bankkonto ställer fullmäktigen i ett sådant besittningsläge som förutsätts för förskingringsansvar, antingen därför att a.) tillgodohavandet är att se som en sak i förskingringsstadgandets mening och fullmakten av det skälet leder till en sakförskingringssituation, eller därför att b.) fullmakten innebär att fullmäktigen i förskingringsstadgandets mening anförtros det värde som tillgodohavandet representerar och den av det skälet leder till en värdeförskingringssituation, samt 3. huruvida ett med stöd av fullmakten gjort olovligt uttag ställer fullmäktigen i ett sådant besittningsläge som förutsätts för förskingringsansvar, om ett sådant läge inte redan skulle föreligga. 
Den antika grekiska filosofin rymmer en skeptisk inriktning som hävdar att all kunskap är osäker och att det inte finns några säkra sätt att skilja det som är sant från en trosföreställning. Allt som inte är fallet, därom kan man inte tala (jfr Ludwig Wittgenstein, Tractatus Logico-Philosophicus). Den abstrakta metafysiken är meningslös, och den refererar inte till någonting i den konkreta reella fysiska yttervärlden (eng. the external things of the world). Ingenting kan vare sig verifieras (bevisas) eller falsifieras (motbevisas). Verifikationsprincipen associeras ofta med den logiska positivismen och filosofer inom Wienkretsen såsom Moritz Schlick, Rudolf Carnap, Alfred Jules Ayer och Roderick Chisholm, och falsifierbarheten med Karl Popper. Det är därför omöjligt att uppnå någon som helst kunskap om metafysiska abstraktioner. Eftersom besittningen är ett sakfaktum, så är det således fullständigt meningslöst att tala om en abstrakt metafysisk fiktiv s.k. "besittning". Den som t.ex. påstår att det finns en rosa elefant i rummet, har också bevisbördan för sitt påstående. 
Uppsalaskolans grundare Axel Hägerströms devis var ”Praeterea censeo metaphysicam esse delendam” (sv. för övrigt anser jag att metafysiken bör utrotas), vilken var en parafras på den romerske senator Marcus Porcius Cato Maior (Cato den äldre) (234-149 f.Kr.) kommentar ”Praeterea censeo Carthaginem esse delendam” med vilken han avslutande sina tal angående staden Karthago i nuvarande Tunisien.

### Omedelbar besittning
Omedelbar besittning (ty. eigenbesitz, BGB § 872) föreligger när besittningshavaren har en fri och obehindrad tillgång till saker i sin vård, med avskärande av varje annan persons kontroll. Exempel är saker som besittningshavaren bär på sig, eller förvarar i sin bostad, fritidshus, lagerlokal eller arbetsplats. 

### Medelbar besittning
Medelbar besittning (ty. mittelbar besitz, BGB § 868) föreligger när besittningshavaren har en fri och obehindrad tillgång till saker i sin vård, men där besittningen inte avskär en annan person kontroll som också har tillgång till saker som besittningshavaren har i sin vård. Exempel är när en restaurang har kvar en medelbar besittning till sitt porslin och sina bestick, även när en restauranggäst har dessa i sina händer för att äta. Detsamma kan sägas om en hotellgäst som hyr ett hotellrum. 

### Sambesittning
Sambesittning (ty. mitbesitz, BGB § 866) till fast eller lös sak föreligger mellan samäganden, eller mellan makar eller varaktigt sammanboende som de har i sin vård. Vardera maken har en vårdnadsplikt för de saker som är i denne har i sin fysiska kontroll fasta och lösa saker som är föremål för giftorättsanspråk.

## Fast egendom
Fasta saker (lat. res immobilis, eng. immovable property, fr. biens immobiliers) kallas för fast egendom. Fast egendom är jord och den indelas i fastigheter. Nationaliteten hos fast egendom är knuten till var fastigheten är geografiskt belägen. 
Äganderätten till fast egendom registreras i lantmäteriets fastighetsregister (tid. fastighetsboken). Inskrivningen föregås av en laglighetsprövning (legalitetsprincipen). Den som lider förlust på grund av fel eller försummelse av inskrivningsmyndigheten, har rätt till ersättning av staten.

## Lös egendom
Lösa saker (lat. res mobilis, eng. movable property, fr. biens mobiliers, ty. bewegliches eigentum) kallas för lös egendom. Lös egendom är saker som inte är jord.
Nationaliteten hos lös egendom är knuten till äganderätten, oavsett var egendomen är belägen geografiskt. För att en egendom skall betraktas som svensk, så krävs det att egendomen ägs av svensk fysisk eller juridisk person med mer än femtio procent.

### Lösöre
Naturligt flyttbara lösa saker eller ting (eng. chattels, fr. biens meubles, ty. fahrnis) kallas för lösöre, till exempel aktiebrev, bankböcker, bilar, boskap, båtar, böcker, husgeråd, kläder, mynt, möbler, obligationspapper, sedlar, skuldebrev eller skriftliga fordringsbevis. Lösören är lösa saker som en fysisk person normalt kan bära med sig, om man undantar bilar och båtar. Bilar registreras i vägtrafikregistret (tid. bilregistret) hos statliga Transportstyrelsen (publicitetsprincipen). Registrering av båtar (fartyg mindre än 12 meter) i ett båtregister har föreslagits, men detta har aldrig upprättats. 
Slavar och trälar var lösöre och saknade rättskapacitet, precis på samma sätt som boskap. Slaveriet spelade en betydande samhällsekonomisk roll i det antika Grekland och Rom. Det romerska riket utmärktes av att det fanns slavar inom hel rad olika sysselsättningar och positioner, även inom den offentliga förvaltningen. Både manliga och kvinnliga slavar, utnyttjades dessutom för sexuella tjänster av både manliga och kvinnliga ägare för eget bruk, eller genom ägarens uthyrningsverksamhet till olika kunder som prostituerade mot betalning. I Sverige blev träldomen avskaffad av Magnus Eriksson den 28 januari 1335 i Skara, och numera är slaveri eller träldom förbjudet genom Europakonventionen artikel 4, och i svensk grundlag genom 2 kap. 23 § regeringsformen. Slaveri och människohandel är straffbelagt enligt svensk rätt, men förekommer i utomeuropeiska länder.

### Annan lös egendom
Naturligt icke flyttbara lösa saker är till exempel anläggning på mark tillhörig annan, buss, lastbil, luftfartyg, oljeplattform eller skepp. Lösa saker som inte är lösören, kan normalt inte en fysisk person bära med sig.

## Normativa rättsteorier
De tidiga grekerna uppfattade värdet hos en konkret individuellt bestämd fysisk sak eller ting som en inneboende egenskap eller kvalité.  
Aristoteles (384-322 f.Kr.) delade upp egendomens värde i dels ett icke-kommersiellt bruksvärde (hushållning) och dels ett kommersiellt bytesvärde (byteshandel) i Politiken (1256-1259b). "Handeln, den viktigaste typen av byteshandel, är uppdelad i tre delar, nämligen redarverksamhet, transport och försäljning." (1258b) 
Marcus Tullius Cicero (106 f.Kr.-43 f.Kr.), var en romersk talare, författare och politiker. I sin ungdom studerade han grekisk filosofi och retorik, men blev istället advokat med många klienter. Cicero stod under inflytande av flera olika grekiska filosofiska skolor som akademikerna, peripatetikerna och stoikerna. I sin bok De Officiis (44 f.Kr.) (sv. Om plikterna. Tre böcker, 2 uppl, Berling, Lund 1858 (189 s)) utvecklar Cicero vid 62 års ålder sin syn på äganderätt och egendom. Boken visar på ett tydligt inflytande av den stoiska filosofen Panaitios (c:a 185 - c:a 110 f.Kr.). Iustitiae partes sunt non violare homines, verecundiae non offendere, in quo maxime vis perspicitur decori (Liber I, 99) (sv. "Rättvisa innebär att man inte skall försöka att skada sin medmänniska, att vara omtänksam och inte kränka dennes känslor, och på så sätt synliggöra den").
- "Om plikterna" av Cicero på Wikibooks.

Den moderna rättsfilosofin och rättsvetenskapen bygger i grunden på den aristoteliska logiken och dess logiska indelning av den rättsvetenskapliga kunskapen, och dess sätt att närma sig verkligheten. Begreppet påstående är grundläggande i den aristoteliska logiken. Där är ett påstående en sats som antingen är sant eller falskt (lat. tertium non datur). En sats som varken är sann eller falsk är inte ett påstående, utan en meningslös sats. Den aristoteliska logikens inflytande på den klassiska romerska rätten, kommer till uttryck i Gaius lärobok i romersk rätt, Institutiones (160 e.Kr.). 
Den romerska rätten (jus romanum) indelade sakerna i dels res divine juris som tillhörde den gudomliga rätten, och dels res humane juris som tillhörde den mänskliga rätten. Res humane juris indelades i dels res publica som tillhörde det allmänna och dels res privatae som tillhörde det privata. Res privatae var fysiska saker som kunde innehas med äganderätt av enskilda privata personer. Slavar, oxar, hästar, mulor, åsnor, landområden inom Italien oavsett om de var bebyggda eller inte (G 1.20). Äganderätten kunde förvärvas enbart av romerska medborgare. Det fanns tre sätt. Antingen genom mancipatio, in jure cessio eller usucapio. Peregrini som saknade romerskt medborgarskap kunde inte lagligen förvärva egendom och var följaktligen proles (egendomslösa). 
In jure cessio (sv. överlåtelsen) var ett processuellt förfarande legis actio sacramento in rem. Överlåtaren och förvärvaren framträdde tillsammans med den fysiska saken eller tinget framför pretorn, där förvärvaren framförde sitt krav på att få äganderätt till saken (lat. corpus) och där överlåtaren förklarade att han avstod ifrån att göra gällande något motkrav ad contra vindicet gentemot förvärvaren om bättre rätt till saken, och pretorn dömde därmed addicto att förvärvaren att nu hade den metafysiska äganderätten till den fysiska saken överförts metafysiskt till förvärvaren. Detta formella förfarande har stora likheter med våra dagars sakrala romersk-katolska vigselceremonier. 
Thomas Hobbes (1588-1679) var en engelsk filosof och politisk teoretiker, som såg människorna som en samling egoister som styrdes enbart av sitt egenintresse, och att naturtillståndet därför var en bellum omnium contra omnes (sv en allas kamp emot alla). Hobbes skriver i sin bok Leviathan (1651), kapitel 15 "Om andra naturliga lagar" följande: "Innan därför orden rätt och orätt kan tillämpas, måste det finnas någon tvångsmakt som - genom hot om ett straff som är större än den fördel man väntar sig av ett avtalsbrott - kan förmå alla människor att i lika mån hålla sina avtal, och som kan garantera den äganderätt människor genom ett ömsesidigt kontrakt förvärvar som gottgörelse för den universella rätt de ger upp. Någon sådan makt finns inte förrän en stat grundats. Detta framgår också av den vanliga definitionen av rättvisa i skolorna, där man säger att rättvisa är den beständiga viljan att ge varje människa vad som tillkommer henne. Där det inte finns något som är hennes, det vill säga, ingen egendom, finns därför heller ingenting som är orätt. Och där ingen tvångsmakt upprättats, det vill säga där det inte någon stat, finns heller ingen egendom, utan alla människor har rätt till allting. Där det inte finns någon stat, finns därför heller ingenting som är orätt. Sålunda ligger rättvisans natur i att giltiga avtal hålls, men avtal blir giltiga först med upprättandet av en statsmakt stark nog att tvinga människorna att hålla dem. Detta markerar också äganderättens begynnelse."  "Ty den som när det gäller egendom av alla slag kallas ägare - på latin dominus och på grekiska κύριος - kallas, när det rör sig om handlingar, uppdragsgivare. Och liksom besittningsrätten kallas herrevälde (eng. dominion), så kallas rätten att utföra någon handling AUKTORISATION och ibland fullmakt." (kap. 16)
John Locke (1632-1704) var en engelsk filosof, psykolog, pedagog och läkare. Locke var son till advokaten (eng. barrister-at-law) John Locke (1606-1661), som tidigare byggt upp en familjeförmögenhet genom köp av jordbruksfastigheter. John Locke ärvde sin far, och hade därför inga ekonomiska problem under återstoden av sitt liv. 
År 1690 utgav John Locke sin bok Two Treatises of Government (sv Två avhandlingar om styrelseskicket). Boken bestod av två delar. Den andra delen, The Second Treatise of Government (sv Andra avhandlingen om styrelseskicket), har undertiteln An Essay Concerning the True Original, Extent, and End of Civil Government (sv En essä angående den civila styrelsens sanna ursprung, räckvidd och mål). Egendom (eng. property) behandlas i kap. 5, § 25-51. 
Locke anser att varje människa är av naturen fri att handla och förfoga över sin egen person och sin egendom. Dessa naturliga rättigheter kan endast begränsas hos en individ för att någon annan individ också skall kunna ha samma rättigheter. 
Alla människor föds med dels en rätt till frihet för sin person, som ingen annan har makt över men hon själv förfogar fritt över, och dels en rätt att med företräde framför alla andra ärva sin fars egendom tillsammans med sina syskon. Enligt Locke är naturtillståndet ett naturligt tillstånd där alla människor har full frihet att handla och förfoga över sin person och sin egendom som de finner för gott inom gränserna för den naturliga rätten, utan att be någon annan person om lov eller vara beroende av någon annan människas vilja. 
Naturresurserna tillhör hela mänskligheten. I naturtillståndet fanns ingen privat överhöghet som bestämde över alla andra människor. Allt det som livnärde en person var dennes, trots att alla ägde allt gemensamt. Alla saker och ting som någon person tog från naturen och bearbetade med sitt arbete och tillförde något eget, innebar att denne person gjorde denna sak till sin egendom, anser Locke. Ingen annan person kunde längre ha rätt till denna sak. Men ingen person fick ta ut mer ur naturen än denne behövde för sitt uppehälle. Resten tillhörde andra. Detsamma gällde för jorden. Så mycket som en jordbrukare kunde bearbeta, beså, förbättra, odla och kunde nyttja avkastningen av, så mycket var jordbrukarens egendom. 
Locke ansåg att statsmedborgarna genom ett samhällskontrakt som ingåtts mellan staten och statsmedborgarna överfört till staten den makt som var nödvändig för att skydda statsmedborgarnas naturgivna medfödda mänskliga rättigheter, dvs. rätten till liv, hälsa, frihet och framför allt till sin egendom mot yttre och inre fiender, men inte heller mer makt än så. 
David Hume (1711-1776) studerade juridik vid universitet i Edinburgh, men tog aldrig någon akademisk examen. Hume sa år 1735 till en vän att "det finns ingenting att lära sig av en lärare som inte kan läsas i böcker". Humes far Joseph var advokat (eng. barrister-at-law), och till en början övervägde han att göra karriär inom juridiken till dess han insåg att han hade "en oöverkomlig avsmak för allting förutom filosofin och allmänt lärande". Hume blev istället en skotsk filosof, historiker och nationalekonom, och betraktas som en av filosofihistoriens viktigaste skeptiker. 
År 1740 utgav David Hume boken "A Treaties of Human Nature. Book III. Of Morals" (sv. Avhandling om den mänskliga naturen. Bok 3. Om moralen). Bokens andra del sektion 2, handlar om ursprunget till rättvisa och egendom. "Efter att denna konvention beträffande avståendet från andras ägodelar har accepterats, och var och en har förvärvat en stabilitet i sitt ägande, uppkommer genast idéerna om rättvisa och orättvisa, liksom idéerna om egendom, rätt, och förpliktelse. De senare är alltigenom obegripliga om man inte först förstår de förra. Vår egendom är ingenting annat än de saker vars beständiga ägande etablerats genom samhällets lagar, det vill säga genom rättvisans lagar. De som använder orden egendom, rätt, eller förpliktelse innan de har förklarat rättvisans ursprung, eller rentav använder sig av dem just i denna förklaring, gör sig skyldig till ett mycket grovt felslut och kan aldrig få någon hållbar grund för sina resonemang. En människas egendom är något föremål som är relaterat till henne. Denna relation är inte naturlig utan moralisk, grundad på rättvisa. Det är således helt befängt att föreställa sig att vi kan ha någon idé om egendom utan att fullt ut förstå rättvisans natur och visa dess ursprung i människors konstgrepp och uppfinningar. Rättvisans ursprung förklarar egendomens. Samma konstgrepp ger upphov till båda. Då vår första och mest naturliga moralkänsla är grundad på naturen hos våra passioner och ger företräde åt oss själva och våra vänner framför främlingar, kan det omöjligen av naturen finnas något sådant som en fastlagd rätt eller egendom, så länge människors motstridiga passioner driver dem i motsatta riktningar och inte tyglas av någon konvention eller överenskommelse. Ingen kan betvivla att konventionen om egendomens åtskiljande och om ägandets stabilitet av alla omständigheter är den nödvändigaste för att etablera det mänskliga samhället, och att det efter överenskommelsen om att fastlägga och efterleva denna regel återstår föga eller intet att göra för att uppnå fullkomlig harmoni och endräkt." (sid. 55-56) 
Bokens andra del sektion 3, handlar om de regler som bestämmer egendom. "Vi måste [därför] söka efter någon [annan] omständighet som kan ge upphov till egendom sedan samhället väl en gång etablerats; och av detta slag finner jag fyra som är väl värda att beakta, nämligen BESITTNING, FÖRETRÄDE, TILLSKOTT och ARV. Vi skall kort undersöka var och en av dessa, och börjar med besittning. Innehavet av alla yttre saker är föränderligt och osäkert, vilket är ett av de största hindren för samhällets etablerande och skälet till att människor genom en universell överenskommelse, uttrycklig eller outtalad, tyglar sig själva genom det vi nu kallar rättvisans och rättmätighetens regler. Det eländiga i det tillstånd som föregår detta tyglande är orsaken till att vi underkastar oss nämnda botemedel så snabbt som möjligt, och detta ger en enkel förklaring till att vi knyter idén om egendom till det första innehavet eller besittningen. Människor är ovilliga att lämna frågan om egendom oavgjord, ens för en helt kort tid, eller lämna någon dörr öppen för våld och oordning. Till detta kan läggas att det första innehavet alltid uppmärksammas mest, och om vi negligerade det skulle det inte finnas minsta tillstymmelse till skäl att betrakta något därpå följande innehav som egendom. Nu återstår bara att bestämma exakt vad som menas med innehav, vilket inte är så lätt som man i förstone kanske föreställer sig. Vi sägs inneha något inte bara när vi är i omedelbar beröring med det, utan också när vi befinner oss i ett sådant läge i förhållande till det att det står i vår makt att använda det och vi kan flytta, förändra eller förstöra det alltefter vår lust eller fördel för tillfället. Denna relation är alltså en sorts orsak och verkan; och eftersom egendom inte är någonting annat än ett stabilt innehav, som härrör från rättvisans regler eller människors konventioner, är den att betrakta som samma sorts relation. Men här kan vi konstatera att eftersom förmågan att använda ett föremål blir mer eller mindre säker allteftersom de hinder vi kan stöta på är mer eller mindre sannolika, och då denna sannolikhet kan öka gradvis och omärkligt, så är det i många fall omöjligt att bestämma var innehavet börjar eller slutar, och det finns inget säkert kriterium som kunde låta oss avgöra sådana konflikter." (sid. 71-72) 
Hume var starkt påverkad av de brittiska empiristerna John Locke och George Berkeley. Hume trodde inte, till skillnad från John Locke, att äganderätt till egendom var naturliga rättigheter, utan Hume menade att äganderätten var legitim endast därför att naturresurserna är begränsade. Om alla naturresurser var obegränsade och allmänt tillgängliga, då skulle äganderätten inte vara rättfärdigad. Humes tänkande överensstämmer delvis med den tyske filosofen Karl Marx, som tänkte sig att kommunismen skulle vara möjlig endast under en hög utveckling av produktionsmedlen och därmed ett stort överflöd av produktionsresurserna arbete, kapital och råvaror. 
William Blackstone (1723-1780) skriver i sin lärobok i engelsk rätt, Commentaries on the Laws of England. Book II. Of the Rights of Things, Clarendon, Oxford 1766 ch. 1, p 2: "There is nothing which so generally strikes the imagination, and engages the affections of mankind, as the right of property; or that sole and despotic dominion which one man claims and exercises over the external things of the world, in total exclusion of the right of any other individual in the the universe." (sv. Det finns ingenting som så sätter igång fantasin och känslorna hos människor som äganderätten; eller när någon person ensam och despotiskt utövar sin kontrollmakt över sina fysiska saker, med fullständig uteslutning av varje annan persons rättsanspråk i hela universum.) Blackstones lärobok i fyra band har haft stor betydelse för rättsutvecklingen i länderna inom det brittiska samväldet. Blackstones lärobok som engelska kolonister tog med sig till Amerika, kom att utgöra grunden för amerikansk rätt. Blackstones "Commentaries" var en av de huvudkällor som grundlagsstiftarna använde sig av när de stiftade USA:s konstitution. Fortfarande idag så refererar Amerikas högsta federala domstol till Blackstones "Commentaries" i sina domskäl. 
Det äldre franska naturrättsliga rättssystemet (l' ancien régime) var fram till år 1804 ett oöverskådligt kaos med omkring 360 olika lagböcker. I den franska naturrättsliga liberala deklarationen för människans och medborgarens rättigheter från revolutionsåret 1789, artikel 17, framgår att: "Emedan äganderätten är en okränkbar och helig rättighet, kan den inte fråntagas någon, såvida det inte är nödvändigt för att tillgodose ett lagligen konstaterat allmänt behov och sker mot skälig i förväg given ersättning". Den lille korsikanen Napoléon Bonapartes (1769-1821) naturrättsliga liberala civilrättslagbok Code Civil från år 1804, innehåller 2 281 artiklar fördelat på tre böcker. Sakrätten (fr. des bien) behandlas i den andra boken art. 510-710, som i allt väsentligt inkorporerar artikel 17 från 1789 års deklaration, och fastställer äganderättens okränkbarhet. Code Civil 1804 med dess materiella regler var skriven för det dåvarande franska bondesamhället. Den franska liberala naturrättsuppfattningen som kommer till uttryck i fransk rätt, ligger till grund för den europeiska unionen och dess interna förhållanden regleras av fransk förvaltningsrätt. 
Den franska socialisten Pierre Joseph Proudhon (1809-1868) reagerar radikalt mot påståendet att "äganderätten är en okränkbar och helig rättighet", och utvecklar sin egen värdelära i boken Systèmes des contradictions économiques, ou philosophie de la misère, 2 band, år 1846 (sv. övers. saknas). Proudhon fäller där det berömda yttrandet "la propriété c'est le vol" (sv. egendom är stöld). Vad som är mer intressant är att Proudhon ställer frågan "Qu'est-ce que la propriété?" (sv. vad är egendom?) Proudhon analyserar i sin bok egendomens dubbla värden, det icke-kommersiella bruksvärdet och det kommersiella bytesvärdet. Proudhons kritik inriktade sig på den arbetsfria inkomsten. Äganderätten gav ägaren "rätten att efter behag förfoga över och rå om andras gods, frukterna av andras flit och arbete", och därmed möjlighet att åtnjuta arbetsfria inkomster i form av jordränta, arrende, hyra, låneränta, diskonto o.s.v.
Karl Marx (1818-1883) utvecklar under påverkan av Proudhon egendomens dubbla värden, det icke-kommersiella bruksvärdet och det kommersiella bytesvärdet, i sin bok Kapitalet första boken, första avdelningen första kapitlet. "Varan är först och främst ett yttre föremål, ett ting, som genom sina egenskaper tillfredsställer mänskliga behov av något slag. Karaktären av dessa behov, om de till exempel har sitt upphov i magen eller fantasin, ändrar ingenting i sak. Det är här inte heller fråga om hur saken tillfredsställer det mänskliga behovet, om omedelbart som livsmedel, dvs. som förbrukningsartikel, eller på en omväg, som produktionsmedel." 

### Bruksvärde
Bruksföremål har bruksvärde. Bruksvärdet representerar den icke-kommersiella beskaffenhet och funktionen, användarens praktiskt användbara nytta av att kunna använda egendomens individuella egenskaper och funktion. Egendomens beskaffenhet och funktion är oberoende av egendomens geografiska läge.
En normerande jämförelseprövning vid hyressättning av bostadslägenheter som innehas med hyresrätt grundas på en jämförelse med hyresnivån för likvärdiga bostadslägenheter som avser att få fram bostadslägenhetens bruksvärde. Bruksvärdessystemet började tillämpas den 1 januari 1968 (prop. 1967:141), och lagstiftningen har sedan setts över 1969 (prop. 1968:91), 1973 (prop. 1973:23), 1974 (prop. 1974:150), 1984 (prop. 1983/84:137), 1993 (prop. 1993/94:199) och 2011 (prop. 2009/10:185). Syftet med bruksvärdessystemet är att trygga bostadshyresgästernas besittningsskydd genom en jämförelseprövning som bygger på principen att likvärdiga bostadslägenheter ska ha lika bostadshyra. Med bostadslägenhetens bruksvärde avses vad den med hänsyn till skick och standard och förmåner samt övriga faktorer som kan anses vara värd i förhållande till andra jämförbara bostadslägenheter på samma ort. Avseende själva bostadslägenhetens skick och standard bör alla faktorer av betydelse inverka, såsom storlek, modernitetsgrad, planlösning, läge inom huset och ljudisolering. Förutom själva bostadslägenhetens skick och standard så tillkommer förmåner som är knutna till bostadslägenheten eller fastigheten, såsom hiss, sopnedkast, tvättstuga osv. Alla förmåner bör bedömas objektivt, dvs. oavsett om bostadshyresgästen kan använda den eller inte. Likabehandlingsprincipen leder till att alla jämförbara bostadslägenheter skall ha samma bruksvärde. 
Hyressättningsmål är dispositiva, där parterna själva avgör vilka bostadslägenheter som skall användas som jämförelseobjekt för bestämmandet av bostadslägenhetens hyra. För det fall att det inte har åberopats några representativa jämförliga bostadslägenheter, så är hyresnämnden som har utredningsansvaret oförhindrad att självständigt tillföra ärendet jämförelsematerial som hyresnämnden tidigare har fått kännedom om, t.ex. genom tidigare avgöranden i hyressättningsmål. Hyresnämnden får grunda sitt avgörande på detta nytillkomna material endast under förutsättning av att parterna har tagit del av materialet och beretts tillfälle att yttra sig över det. Ytterst är det hyresnämndens ansvar att slutligen göra en skälighetsbedömning över vad som kan anses utgöra en skälig hyra i det enskilda konkreta fallet. 
Till exempel en bostadslägenhet som innehas med hyresrätt har ett icke-kommersiellt bruksvärde med avseende på själva bostadslägenhetens "skick och standard" alldeles oavsett var någonstans bostadslägenheten är belägen geografiskt. Hyresrätten till en bostadslägenhet är en nyttjanderätt till fast egendom och anses endast ha ett icke-kommersiellt bruksvärde hos hyresgästen och saknar lagligt kommersiellt bytesvärde (JB 12 kap. 65 §). Då endast det kommersiella bytesvärdet kan utmätas, så kan inte hyresrätten utmätas för hyresgästens skulder.

### Bytesvärde
Handelsvaror har bytesvärde. Bytesvärdet representerar uteslutande ett kommersiellt kvantitativt egendomsvärde hos den individuella egendomen som uppstår när den byts ut mot annan egendom, och anges av det bytespris som bildas där. Egendomens bytesvärde representerar ett egendomsvärde som vanligtvis uttrycks någon valuta, t.ex. svenska kronor. Bytesvärdet är kvantifierbart, till skillnad från bruksvärdet. Det kommersiella bytesvärdet hos egendomen är utmätningsbart, men inte det icke-kommersiella bruksvärdet.
Det kommersiella bytesvärdet hos egendom som innehas med äganderätt av gäldenären är utmätningsbart, med undantag av gäldenärens lösöre som han behöver för sin och sin familjs försörjning och för att ge gäldenären och hans familj ett skydd för sitt hem och personliga tillhörigheter m.m. (lat. beneficium) till ett skäligt värde (UB 5 kap.), jfr NJA 1984 s. 712 I & II, RH 1985 nr 130, 1991 nr 117. En grundläggande förutsättning för utmätning är att egendomen är identifierbar. Egendomen skall kunna tas om hand, förseglas eller märkas som utmätt egendom. En förutsättning för utmätning är att egendomen är överlåtelsebar för att den skall kunna utmätas, eftersom den senare skall kunna försäljas vid en exekutiv auktion. En annan förutsättning är att egendomen representerar ett förmögenhetsvärde och utgör en utmätningsbar tillgång hos gäldenären. Det är dock inte tillräckligt att egendomen har ett kommersiellt bytesvärde, den måste också kunna antas ge ett överskott efter förväntade förrättningskostnader som gör att utmätningen framstår som försvarlig. För att utmätning skall få ske så krävs det att utmätningsåtgärden vid en avvägning mellan borgenärens och gäldenärens intressen står i proportion till varandra (proportionalitetsprincipen), (jfr EKMR första tilläggsprotokollet artikel 1 och RF 2 kap. 15 §). Det innebär att utsökningsbalken måste vara tillräckligt precis för att göra ingreppet i äganderätten förutsebart (Danelius, Mänskliga rättigheter i europeisk praxis, 2 uppl. 2002, s. 383). En sådan lagstiftning bör alltså inte tolkas extensivt (jfr NJA 1982 s. 700). 
Till exempel en bostadslägenhet som innehas med bostadsrätt har ett kommersiellt bytesvärde alldeles oavsett var någonstans lägenheten är belägen geografiskt. Bostadsrätten till en bostadslägenhet är en nyttjanderätt till fast egendom och anses ha ett kommersiellt bytesvärde hos bostadsrättshavaren, och kan endast med iakttagande av proportionalitetsprincipen utmätas för bostadsrättshavarens skulder, jfr NJA 1987 s. 575 I & II, 1989 s. 409 I-IV, 1990 s. 261. T.ex. får utmätningsmannen inte utmäta och försälja en bostadsrätt som har ett kommersiellt bytesvärde av fem miljoner kronor för en skuld på femhundra kronor. Detta står inte i proportion mellan mål och medel, och därför strider mot proportionalitetsprincipen.

## Rättshistorisk bakgrund
Europa och västerlandet vilar på tre grundpelare, grekisk filosofi, vetenskap, konst och bildning, romersk rätt och statsmannakonst och judisk kristna värderingar eller kristen etik och trosföreställningar. De tre grundpelarna symboliseras av de tre städerna Jerusalem, Aten och Rom. 
De joniska naturfilosoferna (600-talet f.Kr.-500-talet f.Kr) är en beteckning för de försokratiska tänkare som var verksamma i Jonien i Mindre Asien (nuv. Turkiet) före Sokrates.  De joniska naturfilosoferna hade en skeptisk vetenskaplig hållning, där de sökte efter finna allmänt giltiga principer eller normer (gr. nomos), i sitt strävande efter att försöka förstå hur naturen (gr. physis) fungerar. Rättvisa (gr. dike) innebar en harmonisk jämvikt, och orättvisa (gr. adik'a) innebar rubbande av den rådande harmoniska jämvikten. Pythagoras (580 f.Kr.-495 f.Kr.) hade uppfattningen att hela universums struktur kunde uttryckas i enkla talförhållanden. Där de joniska naturfilosoferna såg ett "urämne" (gr. arkhé) som grunden till världen, såg pythagoréerna en sinnrik matematisk struktur. Pythagoréerna medverkade till matematikens genombrott i Grekland i sin strävan efter att utforska och kartlägga världsalltets matematiska harmoni, och därmed till den framträdande plats matematiken har fått i det västerländska tänkandet. 
Herakleitos (500-talet f.Kr.-400-talet f.Kr.) "den dunkle" var från staden Efesos och räknas till försokratikerna. Herakleitos var den förste dialektikern, och han formulerade den först kända läran om motsatsförhållanden, motsatsernas kamp och enhet (dialektiken). Påstående mot motstående. Ordning (gr. kosmos) mot oordning (gr. kaos). Rättvisa (gr. dike) mot orättvisa  (gr. adik'a). Vetenskap mot religion. Förnuft mot irrationalitet. Det förklarliga mot det oförklarliga. Det världsliga mot det andliga. Det naturliga mot det övernaturliga. Det fysiska mot det psykiska. Det sannolika mot det slumpmässiga. Det manliga mot det kvinnliga. Det offentliga mot det privata. Det allmänna mot det individuella. De mäktiga mot de svaga. Naturen mot kulturen. Livet mot döden. 
Sokrates (gr. Sōkrátēs) (469 f.Kr.-399 f.Kr.) var kritisk till det skrivna språket, medan i det muntliga samtalet ges det möjlighet för alla parter att förklara sig (muntlighetsprincipen). Sokrates var begreppsanalysens fader. Begrepp (ty. begriff, jfr. sv. begripa) är det abstrakta innehållet i en språklig term, i kontrast till termen själv och de konkreta eller abstrakta objekt den syftar på. Den sokratiska begreppsanalytiska frågan, förväntar sig en definition till svar. Sokrates lärjunge Xenofon (430 f.Kr.-355 f.Kr.) säger i sina Minnesanteckningar om Sokrates att "ty han [Sokrates] menade, att de som kände vart och ett tingens natur [definition], borde vara i stånd att förklara den för andra; men beträffande dem som icke kände den, sade han att det icke var överraskande att de själva råkade begå misstag och ledde andra att begå dem. Han upphörde därför aldrig att resonera om tingens natur [definition] med dem han umgicks med."  Sokrates betraktade dialektiken som den främsta vetenskapen. Den dialektiska metoden innebar att man genom logiska argument (lat. pro) och motargument (lat. contra) söker utröna sanningen. Metoden förutsatte ett offentligt samtal (officialprincipen), en dialog (den kontradiktoriska principen) som var öppen för åhörare (offentlighetsprincipen), strukturerat av regler (normbundenhetens princip) för parterna som argumenterade för sin ståndpunkt. Förutsättningar för dialektiken var parternas förnuftiga tänkande (gr. logos, lat. ratio), språkliga färdigheter och argumentationsförmåga. Den dialektiska metoden blir en juridisk metod först i och med den kommer till uttryck vid domstolsförfarandena. Den begreppsanalytiska frågan blir åklagarens påstående om den tilltalades gärning i sak till grund för talan. Åklagaren måste då försöka att definiera gärningsbeskrivningen precist om den gärning som ligger den tilltalade till last. Den som gör ett påstående, har skyldighet att bevisa (verifiera) att påståendet korresponderar mot sakfakta, den s.k. bevisbördan. T.ex. den som påstår att alla kretensare är lögnare (∀x kretensare ∧ lögnare), har bevisbördan för sitt påstående. Det räcker med att påträffa en enda kretensare som inte ljuger (a kretensare ∧ icke lögnare), för att motbevisa (falsifiera) påståendet.  
Platon (gr. Plátōn), (427 f.Kr.-347 f.Kr) eftersträvade en verklig sanning (gr. episteme). I dialogen Gorgias definierar Platon två sorters övertalning (gr. peitho). Det ena är tro utan vetande (gr. doxa) som t.ex. retoriken, och det andra är den sanna kunskapen (gr. episteme) som kan uppnås via vetenskapliga studier. Endast episteme leder till idévärldens sanna kunskap. 
Aristoteles (384-322 f.Kr.) utgick ifrån individuellt bestämda fysiska saker och tings kvalitativa  egenskaper. Formerna för omdömen och slutledningar beskrev Aristoteles i den formella logiken (gr. logos). Omdömen indelades i fyra typer som tog hänsyn till både kvantiteten och kvalitén. Slutledningar var det tankeoperation, där man ur säkra förutsättningar (premisser) med nödvändighet drar säkra slutsatser. Aristoteles lära om syllogismerna ingick i undervisningen långt in på 1900-talet. Säkra sakfakta leder till (implikation) förutsebara säkra konsekvenser. Aristoteles teleologiska metod (gr. logos) ansåg att allting i naturen har ett syfte eller ändamål (gr. telos). Naturvetarens uppgift blir då att söka efter och förklara sakernas eller tingens och företeelsernas syfte eller ändamål. Euklides (gr. Eukleides) (325 f.Kr.-265 f.Kr.) mest kända matematiska arbete är Stoicheia (lat. Elementa), en storslagen framställning över den förkristna tidens matematiska kunskap, och ett omfattande och oerhört komplicerat system av etiska regler. Genom noggranna definitioner av begreppen fick man redan vid den tiden möjligheten att efter ett geometriskt mönster uppbyggt system av över- och underordnande regler. 
Stoikerna (med filosofer som Zenon från Kition, Kleanthes, Krysippos samt romarna Cicero, Seneca, Marcus Aurelius och Epiktetos m.fl.) benämnd efter pelarhallen (gr. stoa poikile) i Aten, organiserade sig omkring år 310 f.Kr. Stoikerna beskrev världen som sammansatt enligt reglerna i den formella logiken (gr. logos), fysiken (gr. physis) och naturetiken (gr. ethos), med förnuftet (gr. logos, lat. ratio) som den högsta principen, i det att förnuftet sågs som den allmänt giltiga princip eller norm (gr. nomos) eller överordnade naturlag, som mekaniskt styrde allt skeende i världen.  
Den romerska rätten har inte bara beundrats för sina allmänna rättsprinciper och sin logiska stringens, utan även för dess lyhördhet för den praktiska rättstillämpningens behov. De romerska juristernas juridiska metod att utifrån enskilda fall koppla samma rättens teori och praxis, har av senare tidens moderna jurister betraktas som ett eftersträvansvärt ideal. De romerska juristernas skicklighet bestod ur ett enskilt rättsfall se en allmänt giltig rättsprincip, och att levandegöra den allmänna rättsprincipen i praktisk rättstillämpning. Den romerska rätten tjänar som en juridikens grammatik, om vad som i grunden är kännetecknande för det praktiska juridiska hantverket. 
När man talar om den europeiska rätten tänker de flesta på det övernationella rättssystem som en konsekvens av den europeiska gemenskapen. Den egentliga europeiska rätten började i slutet av 1000-talet i Bologna. Det var det vetenskapliga studiet av den romerska rätten (jus romanum) och den nya rättsvetenskapliga metoden som lärdes ut på universiteten som var den viktigaste drivkraften bakom den romerska rättens utbredning i Europa och i de nordiska länderna, som i övrigt inte betraktade den romerska rätten som subsidiärt gällande vilket var fallet i den större delen av övriga Europa med undantag av England. Det rättsvetenskapliga språket var latinet. Före 1800-talet vilade rättsutbildningen på den romerska rätten och den framstod som den rättshistoriska grundvalen för all modern rättsvetenskap.
Johannes Loccenius (ty. Johan Lochen) (1598–1677) promoverades till juris doktor vid Universitetet i Leiden år 1625. År 1634 blev Loccenius utnämnd till professor i romersk rätt vid Uppsala universitet, och som under åren 1636-1639 ensam kom att sköta all juridisk undervisning vid universitetet, även i svensk rätt. Loccenius utarbetade läroboken i privaträtt för juris studerande vid Uppsala universitet, Synopsis juris ad leges Sueticas accomodata år 1648. Loccenius rättsvetenskapliga metod var att inordna innehållet i de inhemska svenska lagarna under justinianska rättstitlar, och således infogades in i det tysk-romerska rättssystemet. År 1666 återvände Loccenius till Uppsala universitet som professor honorarius juris, och föreläste i svensk rätt fram till år 1669. Loccenius har mer än andra vid sin samtid bidragit till en svensk recipiering av tysk-romersk rätt. 
Samuel Pufendorf (1632-1694) innehade under tidsperioden 1661-1668 Tysklands första professur i natur- och folkrätt vid universitetet i Heidelberg. År 1667 erbjöd den svenske konungen Karl XI honom Sveriges första professur i samma ämne vid den juridiska fakulteten vid det nyinrättade Lunds universitet, varvid han tillträder tjänsten under sommaren år 1668. År 1671 utökades hans professur till att även omfatta ethica et politica, vilken idag skulle betecknas som praktisk filosofi. Den moderna naturrätten under 1600-talet gjorde anspråk på att ha en universell giltighet, och därför var moralfilosofin en viktig källa. Naturrätten erbjöd på 1600-talet viktiga alternativa perspektiv på juridiken. Den moderna naturrättsskolan bestod sedan tidigare av Hugo Grotius, John Selden och Thomas Hobbes. Få europeiska rättsvetenskapsmän har haft större betydelse än Pufendorf. Pufendorfs naturrättsliga arbeten tillhörde de mest lästa vetenskapliga arbetena under 1600- och 1700-talen. De flesta europeiska jurister har under slutet av 1600-talet till början av 1800-talet, läst hans lärobok De officio hominis et civis juxta legem naturalem libri duo  (sv Om de mänskliga och medborgerliga plikterna enligt naturrätten), utgiven i Lund år 1673. Boken bestod av två delar (32+240 s.). Läroboken var en sammanfattning av hans år 1672 utgivna arbete De jure naturae et gentium, och har utkommit i 150 upplagor, översättningar och bearbetningar. Boken har dessutom översatts till ett stort antal olika språk, däribland till engelska år 1691 och till svenska år 1747. Gottfried Wilhelm von Leibniz (1646-1716) skrev kritiska kommentarer, 'le jugement de Leibniz, vilka bifogades till den franska översättningen år 1696. "Äganderätten innebär att någonting i allt väsentligt tillhör någon i den meningen, att det i sin helhet inte kan tillhöra någon annan på samma sätt. De saker som tillhör oss som vår egendom kan vi följaktligen förfara med hur vi vill och hindra alla andra från att använda, såvida vi inte genom avtal har gett dem någon särskild rätt därtill. I stater är det dock vanligen så, att man inte alltid åtnjuter äganderätt utan begränsningar. Den kan tvärt om inskränkas inom vissa gränser satta av myndigheterna eller av de arrangemang och överenskommelser människor själva väljer att träffa. Då någonting utan uppdelning tillhör flera individer på samma sätt, menar man att det tillhör dessa som gemensam egendom" (första boken kap. 12 § 3). 
Claes Rålamb (1622-1698) studerade vid universitet i Uppsala, och vidare vid tyska universitet. Rålamb blev bland annat president i Göta Hovrätt. Rålamb är mest känd för sin bok Observationes juris practicae som utkom av trycket år 1674, och bygger väsentligen på den dåtida tysk-romerska rätten när den svenska lagtexten inte gav något entydigt besked. Observationes indelas i fyra böcker, där den första boken handlar om "äganderätt och dess besittande". Den reciperade supplementerade tysk-romerska rätten hade en direkt tillämpning i Sverige vid svenska domstolar, där den inte uttryckligen stred mot svensk lagstiftning. 
David Nehrman Ehrenstråhle (1695-1769) studerade vid universiteten i Lund, Rostock, Halle och Leiden. Nermans huvudverk är från 1729, Inledning til then swenska iurisprudentiam civilem. Nehrmans betydelse för rättsvetenskapen är hans samtida syn på 1734 års lag, vilken kom till uttryck i hans supplement till det förra, Then swenska jurisprudentia civilis från 1746, samma år som Nehrman blev adlad Ehrenstråhle. Nehrman Ehrenstråhle är en av Sveriges allra mest berömda jurister och hans inflytande över svensk rätt har varit stort. Efter konung Adolf Fredrik av furstehuset Oldenburgs kröning, promoverades Nehrman Ehrenstråhle till juris doktor år 1752. 
Friedrich Carl von Savigny (1779-1861) var den historiska skolans främsta företrädare inom rättsvetenskapen, men han var även lärare i romersk rätt. Savigny påstod att rättsvetenskapen är både historisk och filosofisk (systematisk). I sin bok Das Recht des Besitzes, redogör Savigny systematiskt för besittningen och som bygger på den tysk-romerska pandekträtten "Gemeines Recht". Savigny är även känd för sina Canones', fyra principer för lagtolkning.  
Fram till år 1900 var Ius Commune eller Gemeines Recht fortfarande gällande rätt i Tyskland. Begreppen 'besittning' (ty.  besitz) och 'egendom' (ty. eigentum) i svensk rätt och svenskt språkbruk härrör direkt från den tysk-romerska pandekträtten, och sedermera kodifierad i rättspositivismens opus magnum, den tyska allmänna civilrättslagboken Bürgerliches Gesetzbuch (BGB) 1896, vilken trädde i kraft den 1 januari 1900. Besittning regleras i BGB §§ 854-872, och egendom i §§ 903-1011. BGB 1896 med dess abstrakta normsystem var skriven för det dåvarande moderna tyska liberala industrisamhället. 
Den romerska rätten lever fortfarande kvar i form av begrepp och allmänna rättsgrundsatser insprängt i den nu gällande moderna svenska rätten, och tillämpas därför av svenska domstolar i det praktiska rättslivet, med undantag av ett uttryckligt lagstöd för en annan mening. Ett karaktäristiskt drag i den svenska juridiska doktrinens utveckling mot en vetenskaplig riktning, hör intimt samman med synen på den romerska rätten. Under lång tid saknades det ett rättsvetenskapligt studium av den nationella rätten. Nu under 2000-talet är det istället juristerna som får förflytta sig mellan de olika europeiska staterna och deras nationella rättssystem. 
Rättssystemet  är ett logiskt sammanhållande system av rättsinstitut, som har ett inre logiskt samband med varandra. Det är rättsvetenskapens uppgift att klargöra dessa rättssystematiska rättsinstituts logiskt sammanhållande samband. Rättssystemet kan därför inte vara självmotsägande, om det är koherent d.v.s. logiskt sammanhängande.

## Förvärv av äganderätten
Under tiden juli-september år 1770 satt Carl Michael Bellman (1740-1795) på krogen Terra Nova i Gaffelgränd i Gamla Stockholm och skrev Fredmans epistel n:o 1 dedicerad till krögarens dotter Cajsa Stina. "Gutår, ett laga fång! Vår sorgedag är lång."
Jordabalken 1734 1 kap. har rubriken "Om laga fång å jord, hus och grund, å landet, och i staden". I JB 1734 1 kap. 1 § anges följande: 
Thesse äro laga fång, therigenom man jord, hus och grund, å landet och i staden, förwärfwa må: ett är arf, om lagliga ärfdt är; annar är skifte, om lagliga skift är; tridie är kiöp, om lagliga kiöpt är; fierde är gåfwa, om lagliga gifwit är; femte är pant, om then lagliga pantsatt och förstånden är: alt efter som i thenna lagbok skrifwit står. Lagligit stånde, olagligit återgånge. 
Laga fång är ett gemensamt begrepp för olika sätt att lagligen förvärva äganderätt (lat. dominum) till egendom (fsv. eghindomber, ty. eigentum, fr. la propriété). Laga fång är antingen onerösa (lat. onus, börda) eller benefika (lat. bene ficare, goda gärningar). Onerösa förvärv kräver en motprestation (eng. consideration). Exempel på krav om motprestation är köp, byte och expropriation. Vid benefika förvärv finns det inget krav på motprestation för att få förvärva egendomen. Exempel där krav på motprestation saknas är gåva, giftorätt, arv och testamente. Därutöver så förekommer det i praktiken även s.k. blandade fång som är t.ex. delvis onerösa och delvis benefika. Laga fång kan delas upp i derivativa, exstinktiva och orginära fång. 

### Derivativa fång
Vid derivativa (lat. derivare, härledda) förvärv härleder förvärvarens sin äganderätt (lat. dominum) från den förra ägaren. Förvärvaren kan inte förvärva en bättre rätt än den tidigare ägaren hade vid tidpunkten för förvärvet. Exempel på derivativa fång är köp, byte, gåva, giftorätt, arv, testamente, exekutiv försäljning, expropriation och annan tvångsförsäljning. 

#### Köp
Köpeavtalet (lat. emptio vendito, eng. sale of goods) är en derivativ onerös avtalstyp där en säljare (lat. vendor) överlåter (lat. cessio) sin äganderätt (lat. dominum) och överlämnar (lat. tradito) godset (lat. proprium) till en köpare (lat. emptor) med full äganderätt (lat. dominum). Köp av fast egendom är ett formbundet formalavtal. Köp av lös egendom är ett formlöst konsensualavtal. Godset kan vara antingen fast eller löst. 
Köp av fast egendom regleras i jordabalken 4 kap. och köp av lös egendom regleras i köplagen. Konsumentköp regleras i konsumentköplagen. 

#### Giftorätt
Person som ingår äktenskap, erhåller giftorätt i den andre makens egendom. Den egendom som är föremål för giftorätt kallas för giftorättsgods. Giftorätten kan uteslutas genom att egendomen är enskild egendom eller blir enskild egendom genom äktenskapsförord. Under äktenskapet äger vardera maken självständigt sin egendom med full äganderätt och ansvarar självständigt för sina egna skulder. Upplösning av det gemensamma boet som innehas med giftorätt, sker genom bodelning. Bodelningen innebär att giftorätten i den andres makens egendom exekveras.

### Exstinktiva fång
Vid exstinktiva (lat. exstinguere, utsläcka) förvärv avskär förvärvaren den förre ägaren från sin besittning (lat. possessio, ty. besitz) och dennes äganderätt (lat. dominum) utsläcks. Förvärvaren förvärvar en bättre rätt än den tidigare ägaren hade vid tidpunkten för förvärvet. Exempel på derivativa fång är godtrosförvärv och hävd. 

### Originära fång
Vid originära förvärv saknas det en ägare till saken. Äganderätten till en herrelös sak (lat. res derelictæ) kan förvärvas genom att den tas i besittning (lat. possessio, ty. besitz) under omständigheter där det klart och tydligt framgår att ägaren har övergivit saken och inte längre gör äganderättsanspråk på egendomen. Exempel på originära fång är ockupation, jakt, fiske, accession (förvärv av nybildade saker), och specifikation. 

#### Ockupation
Ockupation (lat. occupatio) innebär att en ockupant tar en ""herrelös" fast eller lös sak eller ting (lat. res derelictae) som saknar ägare i sin besittning (lat. possessio, ty. besitz) och tillägnar sig saken.
Internationell rätt erkänner uteslutande staters besittning av territorier. I internationella förhållanden definieras ockupation dels i Haagkonventionen (1907) och dels i Fjärde Genèvekonventionen. Frågan om besittningen är rättsenlig eller rättsstridig i förhållande till en annan konkurrerande stat är en annan frågeställning. Detta kan illustreras med följande exempel på frågan. I oktober år 1853  lät Tsar Nikolaj I sina arméer marschera in i Moldavien och Valakiet. Krimkriget åren 1854-1856 utkämpades av de allierade staterna Storbritannien, Frankrike och det Osmanska riket mot deras gemensamma fiende Ryssland. Tsaren trodde inte att de europeiska staterna skulle protestera varken länge eller intensivt mot det ryska övertagandet av ett fåtal närliggande osmanska provinser. År 1938 gick Tyskland in och annekterade (ty. anschluss) Sudetenland (nuv. Tjeckien) och Österrike för att ingå i det nya Stor-Tyskland.  Därefter har vi den s.k. Västbanken vilken tidigare tillhörde Jordanien och Gazaremsan vilken tidigare tillhörde Egypten, men till vilka de avstod från sin höghetsrätt med syfte att upprätta en palestinsk stat med ett territorium som palestinierna själva effektivt fysiskt kontrollerar. Kriget i Georgien 2008 skedde under augusti och inleddes av proryska separatister i Sydossetien, där Sydossetiska republiken och därefter Abchazien som med stöd av Ryssland hävdar självständighet från Georgien. Ett nutida exempel är den från rysk utgångspunkt geopolitiska betydelsefulla halvön Krim beläget vid Svarta havet och den s.k. Krimkrisen. Fjärde Genevèkonventionens artikel 49 förbjuder en ockupationsmakt att förflytta sin egen befolkning till ockuperat territorium. Är dessa besittningstaganden av en annan stats territorium rättsenliga, eller är de rättsstridiga? 
Ockupation följs som regel av en annektering av det aktuella territoriet. Annektering sker när den ockuperande staten tar det aktuella territoriet i sin besittning. De stater som anser att ockupation fortfarande föreligger, erkänner inte annekteringen av det aktuella territoriet. 

#### Accession
Accession (lat. accessio) innebär att en person förvärvar en äganderätt till egendom genom att införliva eller nybilda och skapa en ny sak eller ett nytt ting av material som redan har en ägare och ägs av denna. Accession av ett lösöre till ett annat lösöre sker när båda sakerna slås samman till en samma sak och blir oskiljaktiga. En eventuell separationsrätt går då förlorad och övergår till en fordringsrätt till värdet av den skada som den ursprunglige ägaren tidigare hade. 
Inom fastighets- och byggbranschen bor vanligtvis de flesta anställda i villa, radhus eller bostadsrätt. Ingen bor i en hyresrätt. Över tio procent av allt byggmaterial vid uppförande av hyreshus "försvinner" och införlivas i anställdas och inhyrd arbetskrafts bostäder. Detta leder till en mängd olika konsekvenser. 
Svenska skriften Nytt juridiskt arkiv, NJA  2014 s. 35 Fråga om föremål som har tillförts av endast en av två ägare till en fastighet har blivit byggnadstillbehör. 
HD, justitieråden Calissendorff, Herre (referent) och Johansson meddelade den 13 februari 2014 följande dom:
1. Genom ett skriftligt avtal överlät S.-O.A. och hans hustru år 2007 ett område av sin fastighet Åstorp Maglaby 1:7 till D.K. Efter avstyckning av området bildades fastigheten Maglaby 1:16 som tillträddes av D.K. i maj 2008. På området fanns en loge som var uppförd på femtiotalet. I logen fanns en torkanläggning för spannmål i vilken ingick bland annat en varmluftspanna. Torkanläggningen hade tillförts fastigheten av S.-O.A. Han fortsatte efter överlåtelsen att med stöd av ett nyttjanderättsavtal använda sig av torkanläggningen som fanns på den överlåtna fastigheten. Han lät då också införskaffa och installera en ny varmluftspanna. Den 16 april 2009 brann logen och torkanläggningen ner.
2. S.-O.A. och D.K. har båda hävdat äganderätt till torkanläggningen och de övriga föremålen i logen. S.-O.A. har härvid anfört att de inkongruenta ägarförhållandena, dvs. att han ensam ägde egendomen och tillförde denna till fastigheten medan han och hustrun ägde hälften var av fastigheten, innebär att egendomen inte var tillbehör till fastigheten utan fortfarande var lös egendom.
3. I HD är frågan nu om det förhållandet att egendom som till sin karaktär utgör byggnadstillbehör och som har tillförts en fastighet av en person som är delägare av den innebär att egendomen genom denna åtgärd blivit tillbehör till fastigheten.
Lagregleringen
4. I 1 kap. 1 § JB anges att fast egendom är jord och att denna är indelad i fastigheter. Till en fastighet hör enligt 2 kap. 1 § bl.a. byggnader, ledningar, stängsel och andra anläggningar som har anbragts inom fastigheten för stadigvarande bruk. Som byggnadstillbehör och därmed tillbehör till fastigheten betraktas enligt 2 kap. 2 § fast inredning och annat varmed byggnaden blivit försedd, om det är ägnat till stadigvarande bruk för byggnaden eller del av denna. Till fastigheten hör enligt 2 kap. 3 § inte s.k. industritillbehör, dvs. maskiner och annan utrustning som tillförts fastigheten för att användas i verksamheten huvudsakligen på denna, där ägaren har avgett en förklaring om att egendomen inte hör till fastigheten och förklaringen är inskriven i fastighetsregistrets inskrivningsdel.
5. Enligt 2 kap. 4 § första stycket JB hör föremål som ”nyttjanderättshavare eller annan än fastighetsägaren tillfört fastigheten” inte till denna, om inte föremålet och fastigheten har kommit i samme ägares hand. Till fastigheten hör inte heller industritillbehör om detta har tillförts fastigheten av fastighetsägaren utan att han eller hon ägde föremålet eller om föremålet har förvärvats av fastighetsägaren under villkor att överlåtaren har rätt att återta föremålet om förvärvaren åsidosätter vad som åligger honom eller henne enligt överlåtelseavtalet och villkoret fortfarande gäller. För andra föremål än industritillbehör gäller enligt 2 kap. 5 § att ett återtagande- eller äganderättsförbehåll inte kan göras gällande sedan fastighetsägaren har tillfört fastigheten föremålet så att det enligt 1 eller 2 § hör till fastigheten. Detsamma gäller om avtalet i stället har betecknats som hyresavtal eller betalningen har erlagts som vederlag för föremålets bruk och nyttjande, om det är åsyftat att den som har fått föremålet ska bli ägare av det.
Huvudregeln om att det som objektivt framstår som fastighetstillbehör är tillbehör
6. Regler om vad som ska utgöra tillbehör till fast egendom infördes först vid slutet av 1800-talet (lagen den 24 maj 1895 angående vad till fast egendom är att hänföra). Utgångspunkten enligt dessa var att till fast egendom hörde det som hade uppförts på jorden och det som hade anbringats för stadigvarande bruk i det uppförda. Ett undantag utgjordes emellertid av sådant som skulle kunna anses höra till den fasta egendomen men där ”någon efter särskilt stadgande eller på annan emot en var gällande grund [hade] äganderätt till byggnad eller annat” (4 § i lagen).
7. Regleringen i 1895 års lag ersattes av lagen den 29 juli 1966 om vad som är fast egendom. Dessa bestämmelser ersattes i sin tur av regleringen i 2 kap. JB, som i nu relevanta delar är densamma som 1966 års reglering. I förarbetena till 1966 års lag anförde departementschefen att den underförstådda huvudregeln i lagen var att alla föremål som objektivt framstod som fastighetstillbehör också utgjorde sådana tillbehör (se NJA II 1966 s. 76). Ett uttryck för denna principiella inställning var enligt departementschefen att äganderättsförbehåll borde frånkännas verkan såvitt avsåg föremål som fastighetsägaren hade införlivat med sin fastighet på ett sådant sätt att de framstod som typiska tillbehör till denna. Detsamma borde också vara avgörande för tillbehörsegenskapens inträde när fastighetsägaren hade tillfört fastigheten förhyrd egendom. En liknande inställning kom till uttryck också i förarbetena till jordabalken. Ett viktigt skäl för denna angavs vara att en rätt för en leverantör att från fastigheten återta viktiga inredningsföremål skulle innebära betydande fara såväl för fastighetskrediten som för omsättningen på fastighetsmarknaden. (Se NJA II 1966 s. 74 f. och NJA II 1972 s. 32 ff.)
8. En motsvarande utgångspunkt gäller även beträffande infogande av föremål i lös egendom. Här anses det att ett återtagandeförbehåll kan förlora sin verkan mot köparens borgenärer om egendomen i förhållande till det infogade framstår som huvudsaken (se exempelvis NJA 1942 s. 195, NJA 1955 s. 1 och NJA 1960 s. 9 och härtill Torgny Håstad, Sakrätt avseende lös egendom, 6 uppl. 1996, s. 187 f.).
Undantag från huvudregeln om vad som anses utgöra fastighetstillbehör
9. För industritillbehör enligt 2 kap. 3 § JB finns (som framgått av p. 4 och 5) ett uttryckligt undantag i 2 kap. 3 och 4 §§ JB från huvudregeln om vad som anses utgöra fastighetstillbehör. Undantaget innebär att ett föremål som objektivt framstår som ett fastighetstillbehör inte nödvändigtvis utgör fast egendom när industriell verksamhet bedrivs på fastigheten. I stället måste kreditgivaren eller köparen närmare undersöka om tillbehöret har sålts med förbehåll eller har hyrts ut och därför möjligen inte utgör en del av den fasta egendomen.
10. Ett annat undantag från huvudprincipen om att det som objektivt framstår som ett fastighetstillbehör också är det utgörs av de fall där en nyttjanderättshavare eller annan än fastighetsägaren har tillfört fastigheten föremål. Sådana föremål utgör inte fastighets- eller byggnadstillbehör utan är lös egendom (se 2 kap. 4 § första stycket JB). Bestämmelsen är utformad som just ett undantag från huvudregeln om att det som framstår som ett tillbehör också är det. Skälet till regleringen är att det inte har ansetts rimligt att exempelvis en arrendator som har uppfört ett hus på fastigheten eller en hyresgäst som har monterat in ett föremål, t.ex. en diskmaskin, i en hyrd lägenhet ska drabbas av att huset respektive diskmaskinen blir tillbehör till fastigheten och därför omfattas av en eventuell försäljning eller pantsättning av fastigheten.
Närmare om undantaget i 2 kap. 4 § första stycket JB
11. I lagförarbetena anförde lagrådet beträffande 2 kap. 4 § JB att det framgår av övriga regler om vad som utgör tillbehör till fastigheten att det saknar betydelse vid avgörande av frågan om föremålet har blivit ett tillbehör eller inte ”huruvida vid ett föremåls förenande med fastigheten det tillhörde fastighetsägaren eller annan eller huruvida det var belastat med någon sakrätt”. Enligt lagrådet fästs dock avgörande vikt vid dessa förhållanden när det är nyttjanderättshavaren eller annan än fastighetsägaren som har tillfört föremålet. (Se NJA II 1966 s. 77.) Med ”tillförande” av föremålet avses i detta sammanhang ofta den faktiska åtgärd varigenom föremålet installeras på fastigheten eller en byggnad förses med föremålet. Redan av bestämmelsens ordalydelse - där utgångspunkten att sådana föremål inte tillhör fastigheten gäller ”om inte föremålet och fastigheten kommit i samme ägares hand” - framgår att en förutsättning för regelns tillämpning är att det föremål som tillförs fastigheten tillhör annan än fastighetsägaren.
12. Bestämmelsen är utformad på ett sådant sätt att det är tydligt att den tar sikte på flera olika förhållanden som inbördes kan vara ganska olika (jfr Peter Westerlind, Kommentar till jordabalken 1-5 kap., 1971, s. 163). De fall som främst uppmärksammades i lagförarbetena var arrendatorn som tillförde ett bostadshus på fastigheten eller en annan nyttjanderättshavare som tillförde fastigheten ett föremål, t.ex. hyresgästen som installerade en kamin, ett kylskåp, en elektrisk spis eller jämförlig köksutrustning. Andra situationer som berördes var att ett elektricitetsverk satte upp och hyrde ut en mätapparat i fastigheten eller att mejeriföreningen hyrde ut mjölktankar till mjölkleverantörer. I båda de sistnämnda fallen ansågs i förarbetena att föremålen hade tillförts fastigheten av annan än fastighetsägaren (se NJA II 1966 s. 76 och NJA II 1972 s. 35, samt härom särskilt Westerlind, a.a. s. 170 f. i not 43). Avgörande borde nämligen enligt förarbetena vara i vems intresse installationen sker, varvid det konstaterades att föremålen tillfördes fastigheten i uthyrarens intresse och därför inte blev fastighetstillbehör.
13. En uttrycklig bestämmelse med en motsvarande intressebedömning återfinns i 1 kap. 3 § sjölagen (1994:1009), där det vid bedömningen av vad som ska anses utgöra tillbehör till fartyg anges att utrustning ägnad till stadigvarande bruk för fartyget hör till fartyget om fartyget har försetts med utrustningen ”i fartygsägarens intresse”. Regeln, som infördes i 1891 års sjölag (se NJA II 1975 s. 149 ff. och prop. 1973:40) och som oförändrad överfördes till 1994 års sjölag, angavs i förarbetena ha sin förebild i regleringen i 2 kap. JB. Beträffande villkoret att fartyget skulle vara försett med föremålet i fartygsägarens intresse kan noteras att en regel med ett sådant innehåll föreslogs i lagrådsremissen, att lagrådets majoritet föreslog att bestämmelsen skulle få en utformning som närmare anslöt till motsvarande bestämmelse i jordabalken men att föredragande statsrådet valde att behålla formuleringen (se NJA II 1975 s. 156 ff.; jfr Christer Rune, Rätt till skepp, 2 uppl. 1991, s. 27 ff.).
14. Uttalandena i förarbetena till regleringen i jordabalken om i vems intresse ett föremål har tillförts en fastighet har också fått ett betydande genomslag i rättslitteraturen för frågan om vad som anses vara avgörande när det ska fastställas om ett föremål har tillförts av annan än fastighetsägaren och därför fortfarande utgör lös egendom (se härom exempelvis Peter Strömgren, Tillbehör och accession, ak. avh. 2012, s. 342 ff. med hänvisningar). Samtidigt har det påpekats att teorin möjligen bara ger uttryck för att det avgörande vid bedömning av om ett föremål har tillförts en fastighet av annan än fastighetsägaren är för vems räkning föremålet har anskaffats (se t.ex. Mikael Möller, Fastighetstillbehör de lege ferenda, i Fastighetsrättsliga studier till minnet av Sten Hillert, 2002, s. 234 f., och Strömgren, a.a. s. 346). 
Vad gäller när fastigheten ägs av flera och inte alla ägare tillför föremål till den?
15. Vad som ska anses gälla när en fastighet ägs av flera personer och bara en eller åtminstone inte alla ägare tillför ett föremål till fastigheten berörs inte i lagförarbetena. Även om frågan inte har ställts på sin spets i något avgörande från HD har den på olika sätt berörts i flera rättsfall.
16. I ett antal stämpelskattemål har stämpelskatt beräknats på fastighetens värde utan byggnad. I ett av avgörandena, NJA 1966 s. 580, var en huvudfråga om byggnaden skulle anses tillhöra fastigheten i en situation där staden ägde fastigheten och byggnaden hade uppförts på fastigheten av ett av staden helägt aktiebolag efter överenskommelse mellan bolaget och staden. HD konstaterade att dessa omständigheter inte medförde att byggnaden skulle anses ha uppförts av staden eller för dess räkning (jfr för ett motsvarande resonemang även NJA 1979 s. 145 och NJA 1980 s. 488). I rättsfallet NJA 1984 s. 562 ägdes fastigheten vid hustruns förvärv av halva fastigheten av hennes man och ett byggbolag, samtidigt som den byggnad som hade uppförts på fastigheten var hustruns och mannens gemensamma egendom. Byggnaden ansågs därför av HD inte ha utgjort tillbehör till fastigheten. Den skulle därför inte räknas in i det värde på vilket stämpelskatt skulle beräknas vid hustruns förvärv. Bristen på ägarkongruens när byggnaden tillfördes fastigheten ansågs alltså medföra att byggnaden inte hade blivit ett tillbehör till fastigheten.
17. I rättsfallet NJA 1982 s. 773, som rörde frågan om lagfart skulle beviljas vid mannens förvärv av hustruns hälftenandel av fastigheten med undantag för en byggnad som hade uppförts och bekostats av mannen, angav föredraganden att ”en delägare i en fastighet är inte densamma som fastighetsägaren. Tillför delägaren ensam fastigheten något, blir det därför inte tillbehör till fastigheten”. HD, som i ärendet inte fann skäl att ifrågasätta riktigheten av påståendet att endast mannen hade tillfört byggnaden till fastigheten, fann att det i detta läge inte kunde anses uppenbart att byggnaden utgjorde tillbehör till fastigheten.
18. Problemställningen har också berörts i rättsfallet NJA 1985 s. 365. I målet, som rörde exekutiv försäljning av en fastighet, hade föredraganden uppmärksammat att fastigheten vid tidpunkten för avtalets ingående ägdes av makarna gemensamt och att inget i målet gav vid handen att den i målet aktuella siloanläggningen som hade tillförts av den ena maken skulle ha förvärvats även av andra maken. Föredraganden kom därför fram till att anläggningen skulle betraktas som lös egendom. HD fann emellertid att förhållandet att makarna ägde fastigheten gemensamt men den ena var ensam förvärvare av siloanläggningen inte hade åberopats i målet till stöd för ett påstående om att anläggningen hade tillförts fastigheten av annan än fastighetsägaren. Eftersom inget annat framkommit saknades enligt domstolen skäl att bifalla besvären.
19. Med utgångspunkt bland annat i rättsfallen NJA 1985 s. 365 och NJA 1982 s. 773, samt i vissa fall med hänvisning också till avgörandena rörande stämpelskatt, har man i den rättsvetenskapliga litteraturen anfört att om endast en av samägarna äger och tillför ett föremål till fastigheten så blir föremålet med tillämpning av 2 kap. 4 § JB inte ett fastighetstillbehör (se härom exempelvis Anders Victorin och Richard Hager, Allmän fastighetsrätt, 6 uppl. 2011, s. 75, Folke Grauers, Fastighetsköp, 20 uppl. 2012, s. 95, Göran Almgren, Ett spörsmål om fastighetstillbehör, i Festskrift till Bertil Bengtsson, 1993, s. 42 ff., och Sten Hillert, Fastighetstillbehör och äganderättsfrågor, i Margareta Brattström och Mikael Möller (red.), Fastighetstillbehör - en antologi, 1999, s. 35 ff.). Samtidigt har det beträffande rättsfallet NJA 1985 s. 365 anförts att även om HD i avgörandet antydde att siloanläggningen med en sådan argumentation skulle ha ansetts vara lös egendom, kunde domstolen då ha bedömt saken så, att den make som hade förvärvat siloanläggningen hade gjort så för sin egen och för hustruns räkning, varför anläggningen ändå skulle ha betraktats som tillbehör till fastigheten (se särskilt SOU 1988:66 s. 29 och Laila Zackariasson, Svensk rättspraxis. Sakrätt 1982-2001, SvJT 2003 s. 753 ff. på s. 914 f.).
20. När en fastighet ägs av flera personer och bara någon eller några av dem tillför ett föremål till fastigheten bör frågan om föremålet har tillförts på så sätt att det utgör tillbehör till fastigheten avgöras efter en avvägning av delvis motstående intressen. Hänsyn måste å ena sidan tas till utgångspunkten att sådant som objektivt framstår som fastighetstillbehör också utgör ett sådant tillbehör (jfr p. 7-10 ovan) och å andra sidan till att brister i ägarkongruens, dvs. när annan än fastighetsägaren tillför föremål till fastigheten, i 2 kap. 4 § första stycket JB har ansetts medföra att föremålet ska betraktas som lös egendom (se p. 10 ovan). En lämplig avvägning mellan dessa intressen synes vara att bedömningen ska utgå ifrån att den eller de fastighetsägare som har tillfört föremål till en fastighet som också ägs av andra ska anses ha tillfört föremålet för också övriga fastighetsägares räkning. Framgår det emellertid av omständigheterna vid den tidpunkt då föremålet tillfördes fastigheten att så inte skedde för också övrigas räkning bör föremålet till följd av ägarinkongruensen betraktas som lös egendom på samma sätt som om en nyttjanderättshavare eller annan än fastighetsägaren har tillfört föremålet. När föremålet tillförs fastigheten av en delägare och en eller flera utomstående personer bör i regel inkongruensen medföra att föremålet betraktas som tillfört av annan än fastighetsägaren och därför fortfarande utgör lös egendom (jfr NJA 1984 s. 562).
21. Det nu sagda innebär exempelvis att om två personer gemensamt äger en bostadsfastighet och bara den ena personen tillför något till byggnaden, såsom en ny spis eller en vedkamin, så bör utgångspunkten vara att föremålet har tillförts fastigheten för ägarnas gemensamma räkning och att det därför har blivit byggnadstillbehör. Det är därmed inte nödvändigt att, för att avgöra frågan om spisen har tillförts av annan än fastighetsägaren, fråga sig exempelvis om föremålet till del har överlåtits till den andra ägaren genom gåva. På motsvarande sätt bör gälla att om exempelvis ett gift par tillsammans har köpt en obebyggd fastighet och därefter bara den ena fastighetsägaren har finansierat och låtit uppföra en byggnad på fastigheten för gemensamt bruk, så bör byggnaden anses ha tillförts för båda makars räkning och därmed av makarna gemensamt om omständigheterna inte motsäger detta.
Den torkanläggning för spannmål bestående av spannmålstork, självtömmande och stumma silos, skopelevator, tre u-skruvar, luftrens, spiraltrappa och elskåp samt den varmluftspanna, dieseltank, rökgasfläkt och inre del av en tippgrop som finns på fastigheten Åstorp Maglaby 1:16 har tillförts fastigheten av annan än fastighetsägaren och utgör därmed lös egendom.
Justitieråden Lindeblad och Mattsson var skiljaktiga.

## Egendomsskydd

### Engelska konstitutionen
Den engelske konungen Johan utan land (fr. sanz Terre) (1166–1216) och de engelska baronerna ingick ett fredsavtal, Magna Carta (sv. det stora frihetsbrevet) år 1215. Ingen av parterna höll vad de avtalat. Kort tid därefter utbröt det istället ett inbördeskrig, där de engelska baronerna fick hjälp av den franske konungen Ludvig VIII Lejonet (1187–1226). 
Magna Carta innehåller 63 paragrafer skrivna på pergament på latin. Magna Carta fastslog att den engelske konungen inte ensam fick införa eller samla in nya skatter utan samtycke från det kungliga rådet (lat. curia regis), vilket sedermera kom att utvecklas till ett engelskt parlament. Endast tre stycken av dessa paragrafer utgör fortfarande gällande rätt i England. Den ena försvarar den Engelska Kyrkans fri och rättigheter, den andra bekräftar Londons och andra städers friheter och sedvanor. Återstår således den nedanstående berömda paragraf 39 (i engelsk översättning från latinet):
"No free man shall be seized or imprisoned, or stripped of his rights or possessions, or outlawed or exiled. Nor will we proceed with force against him except by the lawful judgement of his equals or by the law of the land. To no one will we sell, to no one deny or delay right or justice".
Efter det engelska inbördeskriget (1642–1651) mellan "rundhuvudena" (parlamentalisterna) och "kavaljererna" (rojalisterna) samt efter den ärorika revolutionen år 1688, så antogs av det engelska parlamentet den 16 december 1689 lagen "Bill of Rights". Därmed fastställdes slutligen den engelska parlamentarismen. Den engelske konungen kunde nu inte längre regera landet ensam utan det engelska parlamentets samtycke. Dessa rättighetsidéer har sitt upphov hos John Locke. Den var en föregångare till den franska deklarationen om mänskliga och medborgerliga rättigheter, den amerikanska "Bill of Rights" år 1791, den kanadensiska grundlagen om rättigheter och friheter, FN:s allmänna deklaration om de mänskliga rättigheterna och den europeiska konventionen om skyddet för de mänskliga rättigheterna och de grundläggande friheterna år 1948.

### Amerikanska konstitutionen
Den engelska "Bill of Rights" år 1689 var en av inspirationskällorna till den amerikanska. De tio första tilläggsparagraferna till den ursprungliga amerikanska konstitutionen brukar kallas för "Bill of Rights", och tillkom år 1789 och ratificerades av den amerikanska kongressen år 1791. Femte tilläggsparagrafen lyder som följer:
"No person shall be held to answer for a capital, or otherwise infamous crime, unless on a presentment or indictment of a Grand Jury, except in cases arising in the land or naval forces, or in the Militia, when in actual service in time of War or public danger; nor shall any person be subject for the same offence to be twice put in jeopardy of life or limb; nor shall be compelled in any criminal case to be a witness against himself, nor be deprived of life, liberty, or property, without due process of law; nor shall private property be taken for public use, without just compensation."

### FN:s deklaration
Redan innan FN:s allmänna deklaration om de mänskliga rättigheterna (1948) hade flera länder tidigare formulerat liknande deklarationer. Efter andra världskriget rådde det i den internationella gemenskapen samstämmighet (lat. consensus) om att de mänskliga rättigheterna inte formuleras tillräckligt precist i FN-stadgan. Det blev nu nödvändigt att försöka specificera vilka rättigheter varje enskild människa har.
Artikel 17 1. Envar har rätt att äga egendom såväl ensam som i förening med andra. 2. Ingen må godtyckligt berövas sin egendom. 
Beslutet att etablera FN:s råd för mänskliga rättigheter skedde vid världstoppmötet år 2005, och rådet grundades formellt av FN:s generalförsamling den 15 mars 2006. Rådet har mandat att undersöka brott mot mänskliga rättigheter samt framföra rekommendationer om dessa.

### Europeiska konventionen
Europeiska konventionen (1950) om skyddet för de mänskliga rättigheterna och de grundläggande friheterna (EKMR), första tilläggsprotokollet artikel 1 anger att "varje fysisk eller juridisk person skall ha rätt till respekt för sin egendom. Ingen får berövas sin egendom annat än i det allmännas intresse och under förutsättningar som anges i lag och i folkrättens allmänna grunder." 
Svenska skriften Nytt juridiskt arkiv, NJA  2004 s. 336 En basstation för mobiltelefoni som saknar förbindelse med ett fysiskt ledningsnät har med hänvisning till bl.a. artikel 1 i första tilläggsprotokollet till Europakonventionen ansetts inte vara en ledning för vilken ledningsrätt kan fås enligt ledningsrättslagen (1973:1144). 
HD (JustR:n Munck, Thorsson (referent), Regner, Dahllöf och Calissendorff) meddelade den 7 juni 2004 följande utslag: Klaganden har i första hand gjort gällande att ledningsrättslagen (1973:1144) inte är tillämplig när det gäller den typ av anläggning för vilken Vodafone ansökt om ledningsrätt, nämligen en basradiostation bestående av ett radiotorn och två byggnader för terminalutrustning samt två meter antennkabelanslutning. Basstationen skall utgöra en del av bolagets mobiltelefoninät och förbindas med nätet genom radiolänk.
Ledningsrättslagens syfte är att ge ledningsägare en sakrättsligt skyddad rätt att dra fram och bibehålla olika slags ledningar över annans mark. Avsikten har varit att skapa ett särskilt rättsinstitut som var lämpligare för syftet än servitut och nyttjanderätt och mindre komplicerat än expropriation. (Jfr NJA II 1974 s. 189 f.) Lagens tillämpningsområde är begränsat med avseende på ledningarnas beskaffenhet och ändamål. Enligt 2 § gäller lagen för fyra typer av ledningar, bl.a. för teleledning som ingår i telekommunikationssystem för allmänt ändamål samt allmän svagströmsledning för signalering, fjärrmanövrering, dataöverföring eller liknande ändamål. I begreppet ledning inkluderas enligt 3 § för ledningens ändamål erforderliga anordningar som transformatorer, pumpstationer och andra tillbehör. Någon definition av begreppet ledning har inte intagits i lagtexten. Enligt Utredningen om ledningsrätt framgick det med tillräcklig tydlighet av det vanliga språkbruket vad som skulle avses därmed. Som ledning betraktades således metalltråd, kabel eller annan elektrisk ledare, slang, rör, avloppstrumma, kulvert m.m. (NJA II 1974 s. 201, SOU 1972:57 s. 56.)
En språklig analys av lagbestämmelserna och nyss nämnda förarbetsuttalanden ger inte stöd för att en basstation av den typ som är aktuell i detta mål och som saknar förbindelse med ett fysiskt ledningsnät skulle kunna innefattas i begreppet ledning eller tillbehör till ledning. Fråga uppkommer då om ledningsrättslagen, som skett i vissa underrättsavgöranden, kan tillämpas analogt eller på grundval av en ändamålstolkning.
Vad som anges i lagens 2 § är en avgränsning av vissa typer av ledningar som skall kunna hanteras enligt den mindre komplicerade ordning som följer av ledningsrättslagen i stället för de motsvarande bestämmelserna i 2 kap. 2 § expropriationslagen (1972:719). I expropriationslagens bestämmelse talas redan i lagtexten generellt om att bereda utrymme för anläggning som tillgodoser allmänt behov av bl.a. kommunikation. I ledningsrättslagen och dess förarbeten talas däremot om rätt att dra fram och bibehålla ledning över annans mark.
Även vid senare ändringar i 2 § ledningsrättslagen tyder uttalanden i förarbetena på att lagstiftaren endast avsett den mera snäva definitionen av tillämpningsområdet för ledningsrättslagen; se prop. 1992/ 93:200 s. 262 ff. och prop. 1999/2000:86 s. 73 ff. Det bör därvid beaktas att såväl NMT- som GSM-näten för mobil telekommunikation var under utbyggnad redan åren 1992/93 och att tekniken att med trådlös radiokommunikation överföra meddelanden var känd redan vid ledningsrättslagens tillkomst. Det kan i sammanhanget nämnas att det i prop. 2003/04:136 har lagts fram förslag att ledningsrätt skall kunna erhållas inte bara för ledningar utan också för andra anordningar som ingår i elektroniska kommunikationsnät, exempelvis fristående master och antenner, s.k. basstationer, alltså även om de inte är förbundna med en ledning.
Enligt artikel 1 i första tilläggsprotokollet till Europakonventionen får ingen berövas sin egendom annat än i det allmännas intresse och under de förutsättningar som anges i lag. Det innebär att lagen måste vara tillräckligt precis för att göra ingreppet i äganderätten förutsebart (Danelius, Mänskliga rättigheter i europeisk praxis, 2 uppl. 2002, s. 383). En sådan lagstiftning bör alltså inte tolkas extensivt (jfr NJA 1982 s. 700). Detta gäller även om praktiska skäl skulle tala för en ändamålstolkning. Ledningsrätt kan således inte upplåtas för den i målet aktuella basstationen enligt nu gällande lydelse av ledningsrättslagen. Ledningsbeslutet skall därför upphävas.

### Regeringsformen
Regeringsformen (1974:152) (RF) 2 kap. 15 § första stycket (tid. 18 §) anger att "vars och ens egendom är tryggad genom att ingen ägare kan tvingas avstå sin egendom till det allmänna eller till någon enskild genom expropriation eller något annat sådant förfogande eller tåla att det allmänna inskränker användningen av mark eller byggnad utom när det krävs för att tillgodose angelägna allmänna intressen."
Svenska skriften Nytt juridiskt arkiv, NJA  1996 s. 495 Arrangör av organiserad forsränning på annan tillhörig fastighet har, då uppkomna skador och olägenheter klart överstigit vad fastighetsägaren måste tåla på grund av allemansrätten, förbjudits vid vite att fortsätta sin verksamhet. 
HD (JustR:n Knutsson, Gregow, Lind, Nyström (referent), och Lennander) beslöt följande dom: Såsom HovR:n närmare har utvecklat är allemansrätten en rätt för den enskilde att i sitt umgänge med naturen nyttja annan tillhöriga mark- och vattenområden; rätten är emellertid begränsad på det sättet att nyttjande av annans mark inte får ske så att det medför nämnvärd skada eller olägenhet för fastighetsägaren eller annan rättsinnehavare. Även om allemansrätten tillkommer den enskilde kan den naturligen utövas av ett flertal personer tillsammans, under förutsättning att envar håller sig inom ramen för allemansrätten. Skulle ett sådant kollektivt nyttjande emellertid innebära påtaglig skada eller olägenhet, kan det medföra att allemansrätten inte får utnyttjas längre på det viset. Hinder föreligger vidare inte mot att allemansrätten utnyttjas kommersiellt; inte minst för att göra avlägsen eller eljest svåråtkomlig natur tillgänglig för fler enskilda människor finns också på många håll i vårt land anläggningar för att underlätta olika slag av friluftsliv. Det får antas att envar forsrännare som nyttjar Norrströmmen på P.N:s fastighet håller sig inom ramen för allemansrätten. Den av K.Y. organiserade och även marknadsförda verksamheten innebär emellertid att han tillhandahåller utrustning och uttryckligen anvisar ett bestämt avgränsat område av P.N:s fastighet för ett kollektivt utnyttjande. Detta utnyttjande har sammantaget blivit så intensivt och med hänsyn till växt och djurliv även olämpligt att det - som HovR:n funnit - medfört avsevärda skador och olägenheter för P.N. Detta måste K.Y. ha insett. Skadorna och olägenheterna överstiger klart vad P.N. i sin egenskap av fastighetsägare måste tåla på grund av allemansrätten. Grundad anledning förekommer att, som HovR:n uttalat, anta att motsvarande skador och olägenheter även fortsättningsvis uppkommer om K.Y:s verksamhet får fortgå.
Svenska skriften Nytt juridiskt arkiv, NJA 2014 s. 332 Statens ersättningsskyldighet för den ekonomiska förlust som kan ha uppkommit till följd av de fiskeförbud som infördes i förordningen (1997:12) om fiske i Torne älvs fiskeområde med tillhörande ändringsförordningar t.o.m. år 2010. 
HD (JustR:n Lindeblad, Calissendorff, Herre (referent), Johansson och Mattsson) 1. Sverige och Finland träffade år 1971 en överenskommelse med bestämmelser om bl.a. fiske och fiskevård i Torne älv, den s.k. gränsälvsöverenskommelsen. För samarbetet inrättades ett särskilt mellanstatligt organ, den Finsk–svenska gränsälvskommissionen. Högsta domstolen har i fyra rättsfall prövat frågor i anslutning till att Gränsälvskommissionen med stöd av ett bemyndigande i en förordning (1987:976) föreskrev bl.a. att allt fiske med fasta redskap samt allt fiske efter lax och öring med nät under vissa tider var förbjudet (se NJA 1996 s. 370, NJA 2000 s. 637, NJA 2001 s. 210 och NJA 2010 s. 8). 2. I rättsfallet NJA 1996 s. 370 fann Högsta domstolen att de föreskrifter som Gränsälvskommissionen hade meddelat med stöd av bemyndigandet inte kunde tillämpas eftersom bemyndigandet inte hade lämnats i den ordning som föreskrevs i regeringsformen. Efter avgörandet antog riksdagen lagen (1997:201) om befogenhet att besluta om fisket inom Torne älvs fiskeområde. I lagen bemyndigades regeringen eller den myndighet som regeringen bestämmer att meddela sådana föreskrifter som behövdes för att uppfylla gränsälvsöverenskommelsen. Med stöd av bemyndigandet utfärdade regeringen förordningen (FIFS 1997:12) om fisket i Torne älvs fiskeområde, som i allt väsentligt överensstämde med 1987 års förordning. 3. I rättsfallet NJA 2000 s. 637 slog Högsta domstolen fast att bestämmelsen i 3 kap. 7 § skadeståndslagen inte utgjorde något hinder mot att pröva en talan om fel och försummelse vid myndighetsutövning och fastställde därefter i rättsfallet NJA 2001 s. 210 att staten var skyldig att betala ersättning för den skada som i rättsfallet aktuella fiskare kunde ha lidit till följd av regeringens grundlagsstridiga bemyndigande. 4. En fiskare väckte därefter en fullgörelsetalan med krav på ersättning för förlorade fiskeinkomster. Högsta domstolen konstaterade i rättsfallet NJA 2010 s. 8 att en förutsättning för att utebliven vinst skulle kunna ersättas var att käranden hade visat att han, om den föreskrivna beslutsordningen hade iakttagits, på objektiva grunder hade haft anledning att räkna med att något bemyndigande inte skulle ha lämnats, eller att den materiella regleringen inte skulle ha genomförts med väsentligen samma innehåll som rent faktiskt hade skett, eller att reglerna skulle ha införts med en beaktansvärd senareläggning. Eftersom fiskaren inte ansågs ha visat att så var fallet, ogillades hans talan. 
Bestämmelserna i 2 kap. 18 § regeringsformen
7. Enligt 2 kap. 18 § regeringsformen i den lydelse bestämmelsen hade efter den 1 januari 1995 (SFS 1994:1468) och före den 1 januari 2011 (SFS 2010:1408) gäller följande. 8. Enligt 2 kap. 18 § första stycket regeringsformen är varje medborgares egendom tryggad genom att ingen kan tvingas avstå sin egendom till det allmänna eller till någon enskild genom expropriation eller annat sådant förfogade. Vidare ska ingen tvingas tåla att det allmänna inskränker användningen av mark eller byggnad utom när det krävs för att tillgodose angelägna allmänna intressen. Med detta avses olika typer av rådighetsinskränkningar i form av t.ex. byggnadsförbud, användningsförbud, åtgärder enligt skogsvårdslagstiftningen, strandskyddsförordnanden, beslut om naturreservat och andra beslut om skydd av områden enligt miljöbalken. Inte bara den som innehar mark eller byggnad med äganderätt ska komma i åtnjutande av grundlagsskyddet, utan skyddet omfattar även den som innehar sådan egendom med någon form av nyttjanderätt. 9. Enligt 2 kap. 18 § andra stycket regeringsformen ska den som genom expropriation eller annat sådant förfogande tvingas avstå sin egendom vara tillförsäkrad ersättning för förlusten. Det anges vidare att sådan ersättning också ska vara tillförsäkrad den för vilken det allmänna inskränker användningen av mark eller byggnad på ett sådant sätt att pågående markanvändning inom berörd del av fastigheten avsevärt försvåras eller skada uppkommer som är betydande i förhållande till värdet på denna del av fastigheten. Slutligen föreskrivs att ersättningen ska bestämmas enligt grunder som anges i lag. 10. Numera finns motsvarande bestämmelse i 2 kap. 15 § regeringsformen. Med några undantag som här saknar betydelse för prövningen är ordalydelsen densamma i första och andra styckena. I ett tredje stycke har lagts till en föreskrift om att, vid inskränkningar i användningen av mark eller byggnad som sker av hälsoskydds-, miljöskydds- eller säkerhetsskäl, gäller dock vad som följer av lag i fråga om rätt till ersättning. 11. Regeringsformen saknade före år 1995 en uttrycklig reglering av egendomsskyddet vid rådighetsinskränkningar. I förarbetena till ändringen av 2 kap. 18 § regeringsformen anförde regeringen att regleringen borde utformas i enlighet med de huvudprinciper som gällde på området i svensk rätt och att därför rätten till ersättning vid rådighetsinskränkningar skulle föreligga endast om en pågående markanvändning avsevärt försvåras eller skada uppkommer som är betydande. Enligt vad som anfördes var det inte meningen att ersättningsrätten skulle utvidgas i förhållande till gällande regler. Regeringsformen skulle endast ange huvudprinciperna, inte precisera beräkningsnormerna för ersättningen vid rådighetsinskränkningar. (Se prop. 1993/94:117 s. 17 f. och 49 f.) 12. Enligt vad regeringen uttalade i grundlagsärendet innebar detta att ersättning inte heller fortsättningsvis skulle utgå för den förlust som kan bestå i att förväntningar om ändring i markens användningsområde inte infrias till följd av dispositionsinskränkningar, för ingrepp i form av strandskydds-förordnande eller förordnande om naturvårdsområde, för uteblivet tillstånd till en ny verksamhet, t.ex. grustäkt eller markavvattning samt vägrad strandskyddsdispens, eller för sådana – till tid och omfattning – mindre ingripande inskränkningar i rätten att fritt nyttja sin egendom (se prop. 1993/94:117 s. 17). Vid sin granskning av förslaget till miljöbalk påpekade Lagrådet vissa andra förbehåll som måste anses gälla i ersättningsrätten (t.ex. vid ingrepp mot en markanvändning som är olaglig eller annars olovlig, se prop. 1997/98:45 Del 2 s. 513 ff.). 13. Bestämmelsen i 2 kap. 18 § andra stycket regeringsformen har diskuterats i den rättsliga litteraturen (se särskilt Bertil Bengtsson, En problematisk grundlagsändring, SvJT 1994 s. 920 ff. på s. 928 ff., Bertil Bengtsson, Grundlagen och fastighetsrätten, 1996, s. 17 ff. och 83 ff., Staffan Vängby, Till frågan om 2 kap. 18 § andra stycket regeringsformen, SvJT 1996 s. 892 ff. och Bertil Bengtsson, Replik till frågan om 2 kap. 18 § andra stycket regeringsformen, SvJT 1996 s. 898 f.). I diskussionen har hävdats att 2 kap. 18 § andra stycket enligt sin ordalydelse innebär att rätt till ersättning inträder oavsett anledningen till att det allmänna har inskränkt användningen av mark eller byggnad.
14. Enligt den syn regeringen redovisade i förarbetena till miljöbalken fanns det skäl att ta fasta på att det trots den i och för sig otvetydiga formuleringen rådde delade meningar om innebörden av 2 kap. 18 § andra stycket regeringsformen, varför det inte borde vara möjligt att fullt ut hävda en strikt bokstavstolkning. I stället var det enligt regeringen befogat att anlägga ett vidare perspektiv där ändamålssynpunkter ges möjlighet att inverka vid lagtolkningen. Trots ordalydelsen måste stadgandet, enligt vad regeringen då uttalade, uppfattas på det sättet att övervägande skäl talade för att någon utvidgning av rätten till ersättning inte hade skett i förhållande till tidigare gällande rätt. (Se prop. 1997/98:45, Del 1, s. 563 f.) 15. Svårigheterna med formuleringen av 2 kap. 18 § andra stycket regeringsformen behandlades av 1999 års författningsutredning, som hade fått i uppgift att tydliggöra och precisera ersättningsregelns tillämpnings-område vid rådighetsinskränkningar på ett sådant sätt att den gav ett klart uttryck för lagstiftarens vilja. Utredningen kunde emellertid efter att ha prövat ett antal förslag konstatera att man hade misslyckats med att nå en bred uppslutning kring en formulering som otvetydigt överensstämde med syftet bakom stadgandet. (Se SOU 2001:19, s. 106 ff. och Hans Regners särskilda yttrande på s. 298 f.) 
En allmän rättsgrundsats om ersättning vid rådighetsinskränkningar
16. Enligt 2 kap. 18 § andra stycket regeringsformen ska den enskilde vid inskränkning av användningen av mark eller byggnad ”vara tillförsäkrad” ersättning. Av uttrycket får anses framgå att bestämmelsen i första hand riktar sig till lagstiftaren. Bestämmelsen föreskriver att inskränkningen ska ske i enlighet med en reglering som tillförsäkrar den enskilde ersättning (jfr NJA 1989 s. 20). Bestämmelsen synes däremot inte vara avfattad för att direkt kunna tillämpas i domstol som en regel om rätt till ersättning i det enskilda fallet, utan den ger i huvudsak uttryck för den princip som riksdagen ska respektera vid lagstiftning på området och förutsätter ytterligare överväganden för den lagstiftning som ska ge rätt till ersättning. Det är vidare tydligt dels att lagtexten har fått en utformning som inte fullt ut speglar lagstiftarens syften med stadgandet, dels att avsikten har varit att ett inte obetydligt antal förbehåll ska gälla för den till synes oinskränkta skyldigheten att tillförsäkra den enskilde rätt till ersättning vid rådighetsinskränkningar. 17. Som 2 kap. 18 § andra stycket regeringsformen är utformad ger den anvisningar för tolkning av oklara lagregler. Den frågan var av betydelse exempelvis i rättsfallet NJA 2007 s. 695, som rörde tolkningen av en bestämmelse i expropriationslagen (1972:719) som föreskrev att en förutsättning för s.k. intrångsersättning var att fastighetens marknadsvärde hade minskat. Här fann Högsta domstolen att ersättning skulle utgå för ekonomisk skada, om än obetydlig, trots att någon skillnad i marknadsvärdet inte kunde fastställas. Domstolen konstaterade att, om en lagbestämmelse inte når upp till den nivå som grundlagen kan anses kräva, det har ansetts att ingreppet medför en ersättningsskyldighet till det belopp som grundlagsregeln får anses minst kräva. 18. Vidare får 2 kap. 18 § andra stycket regeringsformen anses ge uttryck för en allmän rättsgrundsats om rätt till ersättning vid rådighetsinskränkningar i vissa fall. 19. Som regel medför sådana ingripanden från det allmänna som är motiverade av hälsoskydds-, miljöskydds- eller säkerhetsskäl inte någon rätt till ersättning. Ett gemensamt drag för den lagstiftning som ändå ger rätt till ersättning vid sådana rådighetsinskränkningar är tanken att ersättning ska utgå när ingreppet är nödvändigt för att uppnå det önskade resultatet men det vid en avvägning mellan, å ena sidan, arten av det allmänna intresse som ska skyddas och, å andra sidan, ingreppets effekter för den enskilde inte är rimligt att denne ensam ska bära kostnaderna. När den lagstiftning som möjliggör en rådighets-inskränkning inte kan anses ge någon ledning i ersättningsfrågan, ligger det nära till hands att motsvarande proportionalitetsbedömning i stället får göras i det enskilda fallet, med beaktande av att ersättning normalt inte utgår vid ingripanden som grundas på t.ex. miljöskyddsskäl. (Jfr här det skydd som gäller enligt Europakonventionen vid rådighetsinskränkningar och härtill hörande frågor, Karin Åhman, Egendomsskyddet, 2000, s. 375 ff. och 422 ff.) 20. I ett sådant fall kan alltså ersättning vid en rådighetsinskränkning utgå om hänsynen till den enskildes intressen kräver detta, även när inskränkningen är betingad av säkerhetsskäl eller intresset att skydda miljön eller människors liv eller hälsa. Så kan vara fallet när inskränkningen beror på omständigheter som ligger utanför den enskildes kontroll och som drabbar den enskilde särskilt hårt. Inskränkningen måste dock på vanligt sätt ha medfört ett avsevärt försvårande av den pågående markanvändningen eller en betydande skada (jfr kraven i 2 kap. 18 § andra stycket regeringsformen).

## Immunitet

### Diplomatisk immunitet mot tvångsåtgärder
Förenta nationerna har den 18 april 1961 antagit en konvention om diplomatiska förbindelser (Wienkonventionen) SÖ 1967:1, av (United Nations Conference on Diplomatic Intercourse and Immunities) som hölls i Neue Hofburg, Wien, Österrike, mellan den 2 mars och den 14 april 1961. Konventionen har ratificerats av över 180 nationer och anses som grundläggande för staters behandling av diplomater och diplomatiska beskickningar. Konventionen är gällande svensk lag genom inkorporering i lag (1976:661) om immunitet och privilegier i vissa fall. 
En och samma fastighet kan tänkas användas för flera ändamål av olika slag. Genom de folkrättsliga reglerna om diplomatisk immunitet i Wienkonventionen är den fysiska integriteten för bl.a. beskickningslokal, diplomats (och vissa andra befattningshavares) privatbostad, beskickningens fordon och arkiv skyddad (artiklarna 22, 24, 30 och 37). Gränserna för statsimmunitet och gränserna för diplomatisk immunitet följer inte varandra. Någon omedelbar slutsats kan därför inte vid bedömningen av statsimmunitetens omfattning dras av vad som gäller för diplomatisk immunitet. Emellertid står det klart att en stats fastighet som till en betydande del (men inte nödvändigtvis den övervägande delen) används som tjänstelokal för statens beskickning (eller en till beskickningen på grund av mellanstatligt avtal anknuten verksamhet av annat officiellt slag) bör åtnjuta immunitet mot att den tas i anspråk via tvångsåtgärder, eftersom egendomen används för utförandet av de diplomatiska funktionerna. Det är däremot inte givet vad som ska anses gälla om fastigheten visserligen i någon mån används för officiella ändamål eller för ändamål som nära sammanhänger med den officiella verksamheten (såsom t.ex. att bereda tjänstebostäder till personal som omfattas av diplomatisk immunitet), men som till övervägande del används för andra ändamål som företräds av den utländska staten, för ändamål som är en förutsättning för eller en följd av statligt bedriven verksamhet av kommersiell eller eljest privaträttslig natur, eller för bådadera. I sådana situationer får en bedömning göras av om de olika ändamålen med användningen sammantagna är av så kvalificerad natur att fastigheten bör vara fredad mot tvångsåtgärder. Vid en sådan prövning kan kravet på respekt för statsimmunitet avseende egendom som används för en stats höghetshandlande och för att en utländsk stat inte kan tvingas att lämna uppgifter den inte önskar lämna ut leda till att gängse regler om bevisskyldighet i ett utmätningsärende inte till fullo kan upprätthållas. 

### Statsimmunitet mot tvångsåtgärder
Förenta nationernas generalförsamling har den 2 december 2004 antagit en konvention om immunitet för stater och deras egendom (United Nations Convention on Jurisdictional Immunities of States and Their Property). Konventionen är en kodifiering av gällande sedvanerätt. I flera avseenden utgör den en kompromiss mellan olika staters uppfattningar. Riksdagen har år 2009 bifallit regeringens förslag i den i punkt 9 ovan nämnda propositionen 2008/09:204 att Sverige ska ratificera konventionen och att den ska införlivas med svensk rätt genom inkorporering. Konventionen, liksom lagen (2009:1514) om immunitet för stater och deras egendom, har ännu inte trätt i kraft. I konventionen regleras frågor om immunitet mot tvångsåtgärder i samband med domstolsförfaranden i artiklarna 18–21. I artiklarna 18 och 19, som reglerar statsimmunitet mot tvångsåtgärder före respektive efter dom, anges som huvudregel att inga tvångsåtgärder mot en stats egendom får vidtas annat än i den utsträckning som anges i bestämmelserna. I vissa fall kan tvångsåtgärder efter dom ske även om staten inte lämnat medgivande härtill. Tvångsåtgärdens tillåtlighet är då, såvitt nu är av intresse, avhängig av ändamålet med innehavet av den egendom åtgärden gäller. Den egendom som, såvitt nu är av intresse, kan bli föremål för tvångsåtgärder efter dom beskrivs i bestämmelsen i artikel 19 (c) i dess engelska text som ”property … specifically in use or intended for use by the State for other than government non-commercial purposes”. Någon svensk originaltext finns inte. En översättning finns i den ännu inte gällande lagen. 2004 års konvention får anses ge uttryck för den numera av många stater erkända principen att verkställighet kan ske åtminstone i viss staten tillhörig egendom, nämligen i egendom som används i annat än statliga icke-kommersiella ändamål (se artikel 19 (c)). Det synes emellertid finnas skiftande uppfattningar – både i sak och över tid – om vad som ska anses utgöra ett egendomsinnehav för ett statligt icke-kommersiellt ändamål. Innebörden av uttrycket måste därför preciseras. I sammanhang av nu aktuellt slag bör uttrycket i regel anses innebära att immunitet mot verkställighetsåtgärder kan åberopas i vart fall beträffande egendom som används för en stats officiella funktioner. Uttrycket bör däremot inte anses medföra att immunitet föreligger mot tvångsåtgärder redan av det skälet att egendomen i fråga ägs av en stat och används av den för ett icke-kommersiellt ändamål. Hinder på grund av statsimmunitet mot verkställighet i egendom som ägs av en utländsk stat bör emellertid anses föreligga om ändamålet med innehavet av egendomen är av ett kvalificerat slag, såsom när egendomen används för statens utövande av sitt höghetshandlande och därmed likartade uppgifter av officiell karaktär eller då egendomen är av sådant särskilt slag som anges i artikel 21 i 2004 års FN-konvention.